# John Glenn
Cet article fait partie d'un « bon thème » labellisé en 2023.
Pour les articles homonymes, voir John Glenn (homonymie).
John Glenn, né le 18 juillet 1921 à Cambridge (dans l'Ohio) et mort le 8 décembre 2016 à Columbus (dans le même État), est un astronaute et un homme politique américain. En 1962, à bord de la capsule de la mission spatiale Mercury-Atlas 6, Glenn fait trois fois le tour de la Terre et devient ainsi le premier Américain à effectuer un vol orbital. Après avoir pris sa retraite de la NASA en 1964 il entame une carrière politique. De 1974 à 1999 il est élu en tant que sénateur démocrate de l'État de l'Ohio. En 1998, il vole une dernière fois dans l'espace à bord de la navette spatiale américaine.
Lorsque les États-Unis s'engagent dans la Seconde Guerre mondiale en décembre 1941 à la suite de l'attaque de Pearl Harbor perpétrée par le Japon, Glenn, qui n'a pas achevé ses études universitaires d'ingénieur, décide de suivre une formation d'aviateur militaire. Dans le corps des Marines il participe en tant que pilote de chasse au conflit en cours puis à la guerre de Corée durant laquelle il abat trois chasseurs à réaction MiG-15 qui lui valent plusieurs décorations. À compter de 1954 il poursuit sa carrière militaire comme pilote d'essai.
Fin 1959 l'agence spatiale américaine, la NASA, qui recrute ses premiers astronautes, décide de le sélectionner dans le corps des pilotes d'essais. Bien que proche de la limite supérieure d'âge et dépourvu de diplôme universitaire, Glenn fait partie des sept hommes retenus pour former la première promotion d'astronautes. Ces hommes réalisent plusieurs vols spatiaux qui sont toutefois de simples vols surborbitaux. C'est Glenn qui effectue dans sa capsule Friendship 7 le premier vol orbital le 20 février 1962. Devenu très populaire, Glenn choisit de quitter la NASA en 1964 pour entamer une carrière politique.
Glenn est candidat au poste de sénateur sous l'étiquette du Parti démocrate dans son État natal de l'Ohio. Après avoir échoué en 1964 et 1970, il parvient à se faire élire en 1974 et se maintient à ce poste jusqu'en 1999. Durant l'exercice de ses mandats il se distingue par ses combats en faveur de l'environnement et sa participation aux traités luttant contre la prolifération nucléaire. En 1998, Glenn fait partie de l'équipage de la mission STS-95 de la navette spatiale Discovery, ce qui fait alors de lui, à 77 ans, l'homme le plus âgé à avoir volé en orbite terrestre.

## Biographie

### Jeunesse et études
John Herschel Glenn, Jr. naît le 18 juillet 1921 à Cambridge, dans l'Ohio. Il est le fils de John Herschel Glenn (1895-1966), employé dans une entreprise de plomberie, et de Clara Teresa Sproat (1897-1971), enseignante,. Ses parents se sont mariés le 25 mai 1918 deux semaines avant que son père ne parte combattre en France pendant la Première Guerre mondiale en tant que soldat du corps expéditionnaire américain. Peu après la naissance du futur astronaute en 1921, la famille s'installe à New Concord (Ohio) et son père crée sa propre entreprise, la Glenn Plumbing Company,. Alors qu'il n'est encore qu'un enfant Glenn fait la connaissance d'Anna Margaret (Annie) Castor (1920-2020), qu'il épousera plus tard. Aucun des deux n'aura de souvenir de l'époque antérieure à leur rencontre. Il vole pour la première fois en avion avec son père alors qu'il est âgé de huit ans. Dès cet âge il développe une passion pour l'aviation qui se traduit notamment par la construction de maquettes d'avions à partir de kits en balsa. Avec sa sœur adoptive Jean, il fréquente l'école primaire de New Concord. Il lave les voitures et vend de la rhubarbe pour gagner de l'argent de poche avec laquelle il s’achète un vélo. Par la suite il est livreur du journal The Columbus Dispatch. Il est membre des Ohio Rangers, une organisation de scoutisme. Son enfance dans sa ville natale, typique de la classe moyenne américaine, joue un rôle central dans la formation de son caractère et des valeurs auxquelles il restera attaché tout le reste de sa vie : importance de la communauté, responsabilité de chaque individu face à celle-ci, patriotisme. La Grande dépression, qui frappe le pays dans les années 1930, n'épargne pas la famille Glenn et contribue à enseigner à John le sens de la frugalité et de l'effort au travail. Aujourd'hui sa maison d'enfance à New Concord a été restaurée pour en faire un musée historique et un centre éducatif.
Glenn fréquente le lycée de New Concord, où il joue dans l'équipe de football américain en tant que centre et linebacker. Il fait également partie des équipes de basket-ball et de tennis et participe à Hi-Y, une branche junior de l'association protestante YMCA. Après avoir obtenu son diplôme de fin d'études secondaires en 1939, Glenn entre à l'université Muskingum, où il étudie la chimie,. Il joue dans l'équipe de football américain. Grâce au programme de formation des pilotes civils Glenn suit gratuitement des cours de pilotage et de physique théorique qui lui permettent de décrocher une licence de pilote privé en 1941. Lorsque les événements extérieurs interrompent ses études il n'a pas terminé sa dernière année en résidence ni passé d'examen de compétence, deux conditions requises par l'école pour l'obtention d'un Bachelor of Science,.

### Carrière militaire

#### Seconde Guerre mondiale
Lorsque les États-Unis abandonnent leur neutralité durant la Seconde Guerre mondiale et déclarent la guerre au Japon en décembre 1941 à la suite de l'attaque de Pearl Harbour perpétrée par les forces aéronavales de ce pays, Glenn décide de quitter l'université et se porte volontaire auprès de l'armée de l'air américaine comme pilote. Il n'est pas retenu et est renvoyé à New Concord en attendant d'être appelé pour une formation dans une école de pilotage militaire. Au bout de trois mois, en mars 1942, il pose à nouveau sa candidature de pilote mais cette fois auprès de la Marine américaine. Celle-ci l'envoie suivre des cours théoriques durant trois mois à l'université de l'Iowa à Iowa City. Il effectue ensuite son premier vol en solo sur un avion militaire à la base aéronavale d'Olathe au Kansas, où il reçoit une formation de pilotage de base. Il suit des cours de perfectionnement à la station aéronavale Corpus Christi au Texas à l'issue duquel il est transféré au corps des Marines. Ayant terminé son entraînement au pilotage en mars 1943, Glenn est promu sous-lieutenant. Après une nouvelle formation de perfectionnement au camp Kearny,en Californie, il est affecté à l'escadron de marines VMJ-353, où il pilote des avions de transport R4D. Glenn épouse Annie Castor lors d'une cérémonie presbytérienne à l'église de College Drive à New Concord le 6 avril 1943.
Au camp Kearny se trouve également l'escadron de chasseurs VMO-155 qui dispose de Grumman F4F Wildcat. Glenn souhaite voler dans une unité de chasseurs. Sur la suggestion du Major J. P. Haines, commandant de cet escadron, il demande son transfert et celui-ci est accepté. Glenn est affecté au VMO-155 le 2 juillet 1943, deux jours avant que l'escadron ne soit déplacé à la base aérienne d'El Centro en Californie. Le Wildcat est à l'époque un chasseur obsolète, et le VMO-155 est rééquipé avec le F4U Corsair en septembre 1943. Glenn est promu au rang de premier lieutenant en octobre 1943, et est envoyé avec son escadron à Hawaï en janvier 1944. Le VMO-155 rejoint la garnison installée sur l'atoll de Midway le 21 février 1944. En juin 1944 l'escadron est transféré aux îles Marshall puis sur l'atoll de Kwajalein. Les avions sont affectés à des missions de bombardement des installations militaires situées sur des atolls toujours contrôlés par les japonais car négligés durant l'avance de l'offensive américaine. Glenn, qui subit son baptême du feu, effectue 57 missions de combat au cours desquelles son avion est endommagé à cinq reprises par l'artillerie anti-aérienne de l'ennemi,. Il reçoit deux Distinguished Flying Cross et dix Air Medals,,.
Ayant achevé sa période d'affectation au front d'un an en février 1945, Glenn est muté à la base aérienne du corps des Marines de Cherry Point en Caroline du Nord, puis à la base aéronavale de Patuxent River dans le Maryland où il teste en vol des avions. Lorsque la guerre s'achève il décide de rester dans l'aviation militaire. Il a apprécié le temps passé jusque là dans le corps de Marines, se sait bon pilote et pense pouvoir s'épanouir face aux défis que représentent les développements rapides de l'aviation à cette époque. Il est promu capitaine en juillet 1945 et reçoit l'ordre de retourner à Cherry Point. Là, il rejoint la VMF-913, un autre escadron de Corsair,. En mars 1946, il est affecté à la base aérienne du corps des Marines à El Toro, dans le sud de la Californie. Pensant qu'il s'agit d'une mission de courte durée, Glenn se porte volontaire pour participer à l'opération Beleaguer en Chine du Nord qui supervise le rapatriement des japonais et coréens dans leurs pays respectifs mais donne lieu à des escarmouches avec les armées du Parti Communiste chinois. Il rejoint la VMF-218 (un autre escadron de Corsair), qui est basée à Nanyuan Field près de Pékin, en décembre 1946, et effectue des missions de patrouille jusqu'à ce que son unité soit transférée à Guam en mars 1947,.
À la fin des années 1940 et au début des années 1950, Glenn perfectionne ses connaissances de pilote. Il suit une formation à l'école navale de pilotage tout temps de Corpus Christi au Texas qui s'achève en 1950. En juillet 1951, après six mois de formation il décroche un diplôme de l'école de guerre amphibie dont les locaux sont situés dans la base du corps des Marines de Quantico, en Virginie du Nord. Il est ensuite nommé au sein du commandement des écoles du corps des Marines. Il maintient ses compétences (et sa solde de vol) en volant les week-ends, car il n'a droit qu'à quatre heures de vol par mois. Il est promu major en juillet 1952. Glenn reçoit la médaille de la victoire de la Seconde Guerre mondiale, la médaille de la campagne américaine, la médaille de la campagne Asie-Pacifique (avec une étoile), la médaille du service d'occupation de la marine (avec agrafe Asie) et la médaille du service en Chine qui récompenses ses états de service,.

#### Guerre de Corée

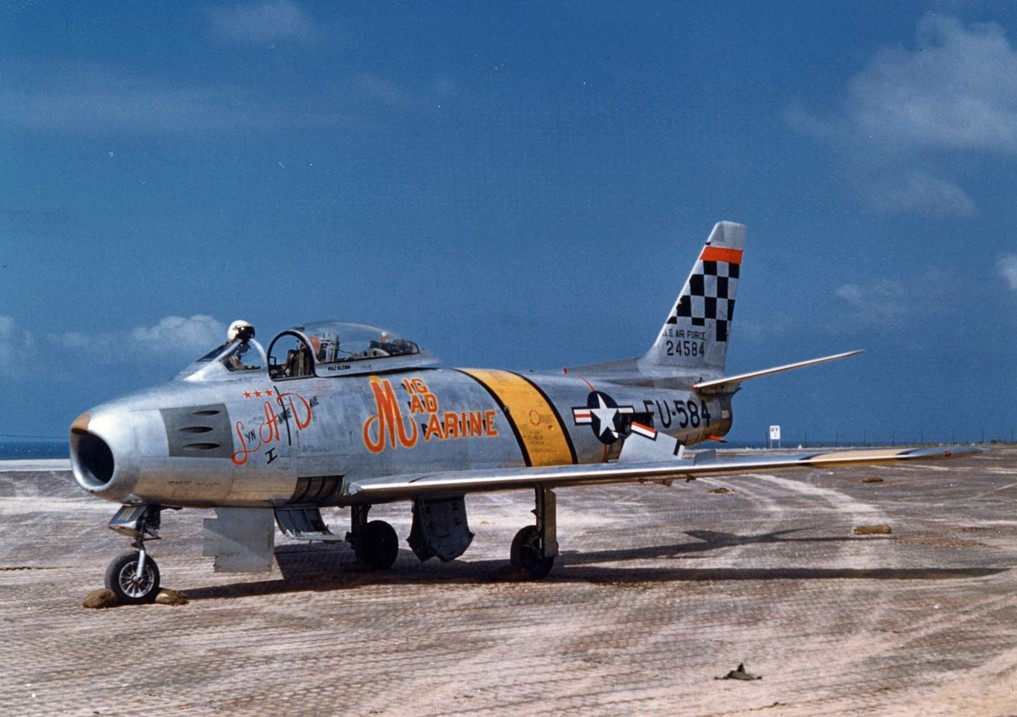
Le F-86F de Glenn, surnommé « MiG Mad Marine », pendant la guerre de Corée en 1953. Les prénoms de sa femme et de ses enfants sont également inscrits sur l'avion.

Glenn tente à plusieurs reprises mais sans succès d'être affecté dans une unité combattante en Corée où se déroulent les toutes premières batailles aériennes opposant des avions à réaction. Finalement début 1953 il obtient sa mutation en Corée. Il ramène sa famille à New Concord au cours d'une courte période de congés puis suit une formation deux mois et demi sur avion à réaction à Cherry Point. Il est envoyé en Corée du Sud en octobre 1952 alors que la guerre de Corée est sur le point de s'achever. Avant de quitter les États-Unis, en février 1953, il demande dans le cadre d'un échange inter-services sa mutation temporaire dans l'armée de l'air américaine (USAF) pour pouvoir voler sur le chasseur-intercepteur à réaction F-86 Sabre. En attendant cette affectation, il s'arrange avec le colonel Leon W. Gray pour aller voir voler le F-86 à la base aérienne d'Otis dans le Massachusetts. Arrivé en Corée du sud le 3 février 1953 Glenn est affecté à la base K-3 comme officier des opérations de l'escadrille VMF-311, l'une des deux unités de chasseurs du corps des Marines présentes dans le pays. A ce poste il vole sur le chasseur-bombardier à réaction F9F Panther. La première mission de Glenn, qui a lieu le 26 février, est un vol de reconnaissance. Il effectue en tout 63 missions de combat en Corée dans cette unité. Il y gagne le surnom de « Magnet Ass (cul magnétique) » en raison du nombre de dégâts dus à l'artillerie anti-aérienne ennemie qu'il encaisse lors de ses missions d'appui aérien rapproché à basse altitude : à deux reprises, il rentre à la base avec plus de 250 trous dans son avion,. Il vole pendant un avec le réserviste Ted Williams (futur joueur de baseball des Red Sox de Boston) comme ailier, et également avec le futur général Ralph H. Spanjer.
En juin 1953, Glenn est affecté comme il l'avait demandé à la 25e escadrille de chasseurs-intercepteurs de l'US Air Force. Dans cette unité il vole sur le chasseur F-86, un avion beaucoup plus rapide que le F9F Panther. effectue 27 missions de combat en patrouillant dans l'allée des MIG le long de la frontière de la Corée avec la Chine,. Le combat avec les MiG-15, chasseur à réaction rapide et bien armé, est considéré comme un rite de passage pour un pilote de chasse. Dans les bus de l'armée de l'air qui transportent les pilotes vers les aérodromes avant l'aube, les pilotes qui ont déjà eu un engagement contre un MiG peuvent s'asseoir tandis que les autres doivent rester debout. Glenn écrit plus tard : « Depuis l'époque de l'Escadrille La Fayette pendant la Première Guerre mondiale, les pilotes ont considéré le combat aérien comme le test ultime non seulement de leurs machines, mais aussi de leur détermination personnelle et de leurs compétences de pilote. Je n'ai pas fait exception ». Il espère devenir le deuxième as de l'aviation des Marines après John F. Bolt. Les camarades de Glenn dans l'escadron de l'USAF peignent « MiG Mad Marine » sur son avion lorsqu'il se plaint qu'il n'y a pas de MiG sur lesquels tirer. Il abat son premier MiG lors d'un combat aérien le 12 juillet 1953, puis un deuxième le 19 juillet et un troisième le 22 juillet, lorsque quatre Sabres abattent trois MiG. Ce sont les dernières victoires aériennes de la guerre, qui se termine par un armistice cinq jours plus tard. Pour son service en Corée, Glenn reçoit deux autres Croix du service distingué dans l'aviation et huit autres médailles de l'air,. Il reçoit également la médaille du service en Corée (avec deux étoiles de campagne), la médaille des Nations unies pour la Corée, la médaille expéditionnaire du corps des Marines, la médaille du service de défense nationale (avec une étoile) et la médaille du service de guerre en Corée,.

#### Pilote d'essai

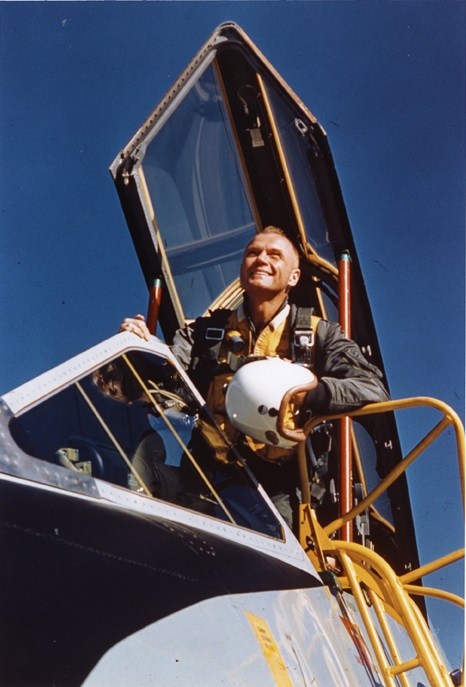
John Glenn dans le cockpit d'un Convair F-106 Delta Dart le 20 janvier 1961, à la base de Langley (Va)

Alors qu'il se trouve encore en Corée, Glenn, qui a désormais acquis une expérience de combat en tant que pilote de chasse, postule pour une formation de pilote d'essai. Sa demande est acceptée et entre janvier et juillet 1954 il suit une formation de pilote d'essai à l'école de Patuxent River (US Navy) dans le Maryland,. Durant son séjour à Patuxent River, James Stockdale, qui deviendra célèbre par la suite pour son long emprisonnement au Vietnam du Nord, lui donne des cours de physique et de mathématiques. La première affectation de Glenn en tant que pilote d'essais porte sur la mise au point du chasseur embarqué FJ-3 Fury. Un de ses vols manque de peu de tourner à la tragédie : durant celui-ci le cockpit se dépressurise accidentellement et le système d'alimentation en oxygène tombe en panne . Par la suite Glenn participe à la mise au point en vol de l'armement de plusieurs avions dont le Vought F7U Cutlass et le F8U Crusader. De novembre 1956 à avril 1959, il est affecté à la division de conception des avions du Navy Bureau of Aeronautics à Washington, D.C. et suit des cours à l'université du Maryland.
Le 16 juillet 1957, il établit un nouveau record en effectuant le premier vol transcontinental (de la côte ouest à la côte est des Etats-Unis) à vitesse supersonique. À l'époque le record de vitesse transcontinental a été établi par un pilote volant sur un chasseur-bombardier F-84 Thunderjet de l'Armée de l'Air américaine. Celui-ci a traversé le continent en 3 heures et 45 minutes. Glenn estime qu'il peut améliorer ce temps en utilisant un F8U Crusader (vitesse de croisière 860 km/h, vitesse maximale Mach 1,8). Il baptise sa tentative « Project Bullet parce que, pour battre le record, la vitesse moyenne devra être supérieure à celle d'une balle de calibre 45. Il décolle de Los Alamitos, en Californie, à bord d'un F8U Crusader et parcourt 3 935 km avant d'atterrir à Floyd Bennett Field (New York ) 3 heures, 23 minutes et 8,3 secondes après son décollage. Sa vitesse moyenne est supersonique (supérieure à Mach 1) malgré trois ravitaillements en vol, durant lesquels il a du abaisser sa vitesse à 480 km/h. Un appareil photographique embarqué réalise la première photographie panoramique transcontinentale continue des États-Unis,. Glenn reçoit sa cinquième Distinguished Flying Cross pour cet exploit et est promu lieutenant-colonel le 1er avril 1959. Son vol en fait temporairement une célébrité. Un article lui est consacré dans le quotidien New York Times et il fait une apparition dans l'émission de télévision Name That Tune. Il a désormais accumulé près de 9 000 heures de vol, dont environ 3 000 à bord d'avions à réaction.

### Carrière à la NASA

#### Sélection
Le 4 octobre 1957, l'Union soviétique lance Spoutnik 1, le premier satellite artificiel. Le monde vient d'entrer dans l'ère spatiale. Cet événement, qui semble démontrer la supériorité technique de l'Union soviétique sur les États-Unis, perturbe profondément la population et le corps politique américain. Ce succès est par ailleurs le prolongement d'un premier tir réussi du missile intercontinental R-7 Semiorka qui menace directement le pays sans défense face à une telle arme. À l'époque plusieurs projets de missiles et de lanceurs sont en cours de développement au sein des forces armées américaines mais ne sont pas aussi aboutis. Bien que réticent à investir massivement dans le spatial civil, le président américain Eisenhower décide le 29 juillet 1958 la création d'une agence spatiale civile, la NASA, qui doit permettre de fédérer les efforts américains pour mieux contrer les réussites soviétiques : la course à l'espace est lancée. L'un des premiers projets pris en charge le 17 décembre 1958 par la nouvelle agence spatiale est le projet Mercury dont l'objectif est de lancer un homme en orbite terrestre et d'évaluer ses capacités dans l'espace.

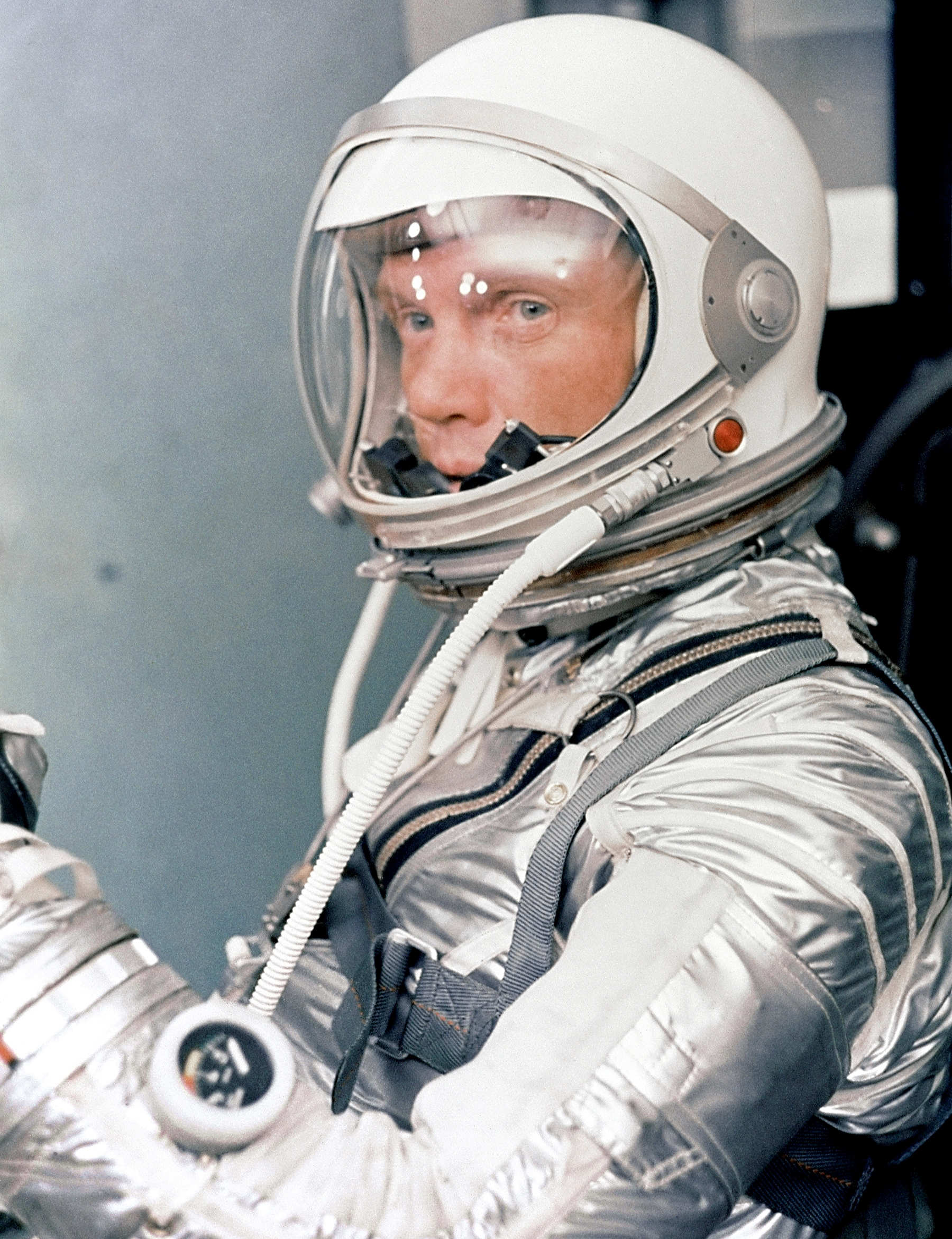
Glenn dans sa combinaison spatiale Mercury.

Alors que Glenn est en poste à Patuxent et à Washington, il lit tout ce qui se rapporte aux programmes spatiaux en cours de développement. C'est alors que la NASA demande à son service un pilote d'essai qui devra tester un simulateur de vol spatial à la base aérienne de Langley en Virginie dans le cadre des recherches menées par l'agence sur l'aérodynamique des futurs vaisseaux durant la rentrée atmosphérique. Le pilote doit également être envoyé au Centre de développement aéronaval de Johnsville, en Pennsylvanie pour tester sa résistance à des forces d'accélération élevées dans une centrifugeuse afin de les comparer aux données recueillies dans le simulateur. Glenn se porte volontaire et il passe plusieurs jours à Langley et une semaine à Johnsville pour ces essais. La NASA demande à des militaires de participer à la planification de la maquette d'un vaisseau spatial. Comme il a participé aux recherches à Langley et Johnsville, il est envoyé à l'usine McDonnell de St. Louis où il joue le rôle de conseiller pour la réalisation des maquettes de véhicules spatiaux commandées par la NASA.
La NASA reçoit l'autorisation du président Eisenhower de recruter ses premiers astronautes qui doivent être affectés au programme Mercury. Après de nombreux échanges entre experts la NASA a décidé de sélectionner ces hommes dans le corps des pilotes d'essai militaires : ceux-ci sont habitués aux fortes accélérations qui caractérisent les premières missions ainsi qu'aux situations de stress et de désorientation spatiale. La NASA a ajouté plusieurs conditions portant sur l'éducation, l'intelligence, la taille, le caractère et la condition physique. Les états de service de 508 diplômés d'une des deux écoles de pilotes d'essai (Patuxent et Edwards) sont fournis par le ministère de la défense des États-Unis et passés en revue. 110 pilotes correspondent aux normes minimales : les candidats doivent avoir moins de 40 ans, posséder une baccalauréat universitaire ou un diplôme équivalent, et avoir une taille inférieure à 1,80 mètre. Heureusement pour Glenn seule la taille est une condition incontournable en raison de la faible dimension de la capsule Mercury. Il est en effet proche de la limite d'âge (40 ans) et ne possède pas de diplôme scientifique. Les 110 pré-sélectionnés sont ensuite répartis en trois groupes, les plus prometteurs se trouvant dans le premier. Celui-ci, qui comprend 35 personnes dont Alan Shepard, est convoqué au Pentagone le 2 février 1959. Les officiers de la marine et du corps des Marines sont accueillis par le chef des opérations navales, l'amiral Arleigh Burke, et les officiers de l'USAF par le chef d'état-major de l'armée de l'air américaine, le général Thomas D. White. Ces deux responsables s'engagent à soutenir le programme spatial et promettent que la carrière des volontaires ne sera pas affectée par leur sélection dans le corps des astronautes. Les responsables de la NASA leur fournissent ensuite des informations sur le projet Mercury en les avertissant que ce sera une entreprise dangereuse, d'une importance nationale,.

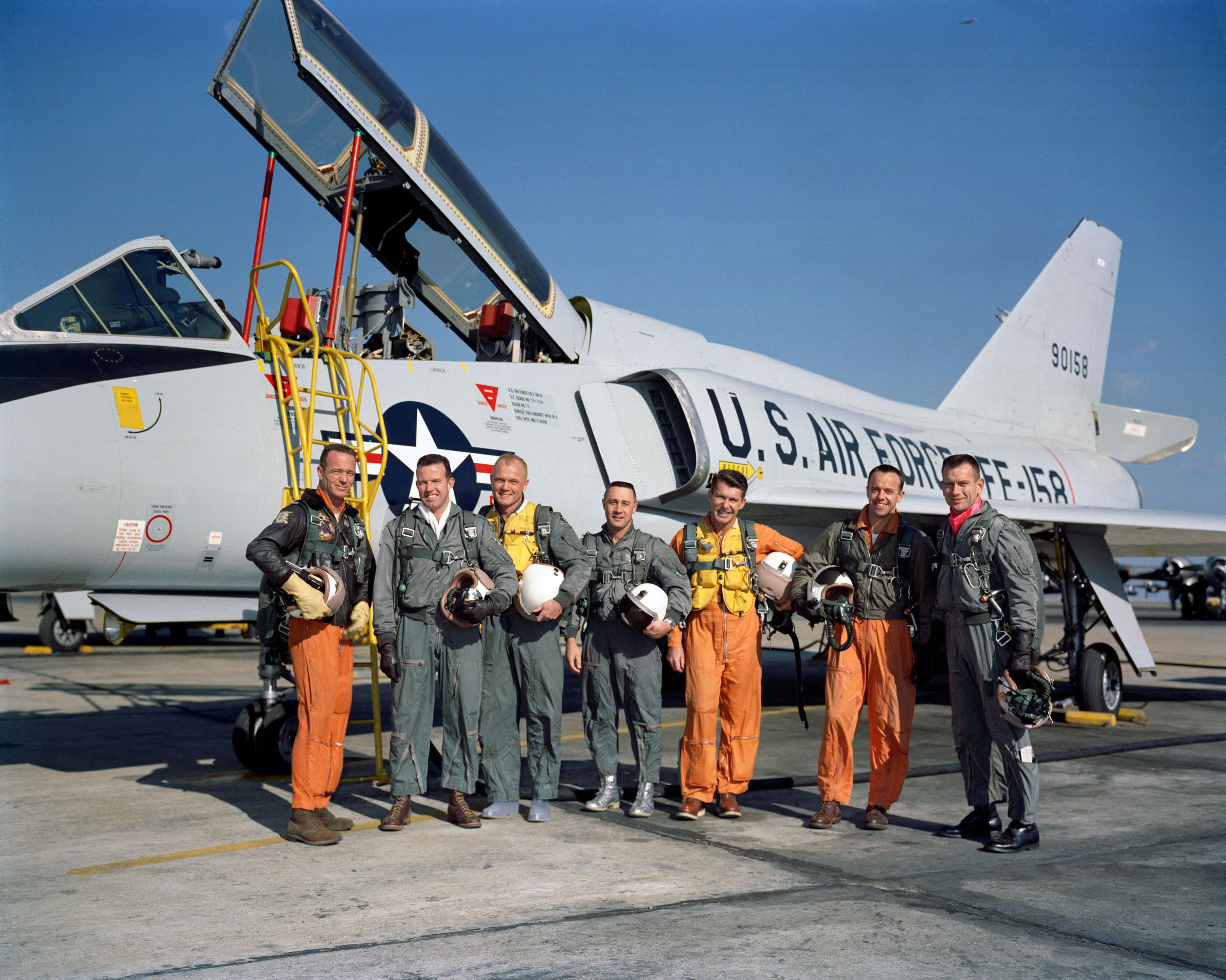
Les astronautes de Mercury Seven posent devant un F-106.

Cette présentation est répétée une semaine plus tard devant le second groupe constitué de 34 candidats. Parmi les 69 hommes des deux premiers groupes, six dépassent la limite de taille, quinze sont éliminés pour d'autres raisons et seize refusent. Il reste donc 32 postulants à la NASA. Comme ce nombre semble suffisant pour sélectionner douze astronautes, la NASA décide d'abandonner la démarche de sélection au sein du troisième groupe. L'intérêt manifesté par ceux qui ont accepté la proposition de l'agence spatiale semble indiquer également que les abandons en cours de formation seraient beaucoup moins élevés que prévu. La NASA réduit donc le nombre d'astronautes recrutés à six. Les 32 pré-sélectionnés subissent une série de tests physiques et psychologiques épuisants à la Lovelace Clinic et au Wright Aerospace Medical Laboratory. Un seul candidat, James Lovell, est éliminé à ce stade pour des raisons médicales, selon un diagnostic qui s'avèrera par la suite erroné ; treize autres sont admis avec des réserves. Le directeur du Space Task Group de la NASA, Robert R. Gilruth, se trouve dans l'impossibilité de sélectionner seulement six des dix-huit candidats restants et finalement sept sont retenus.

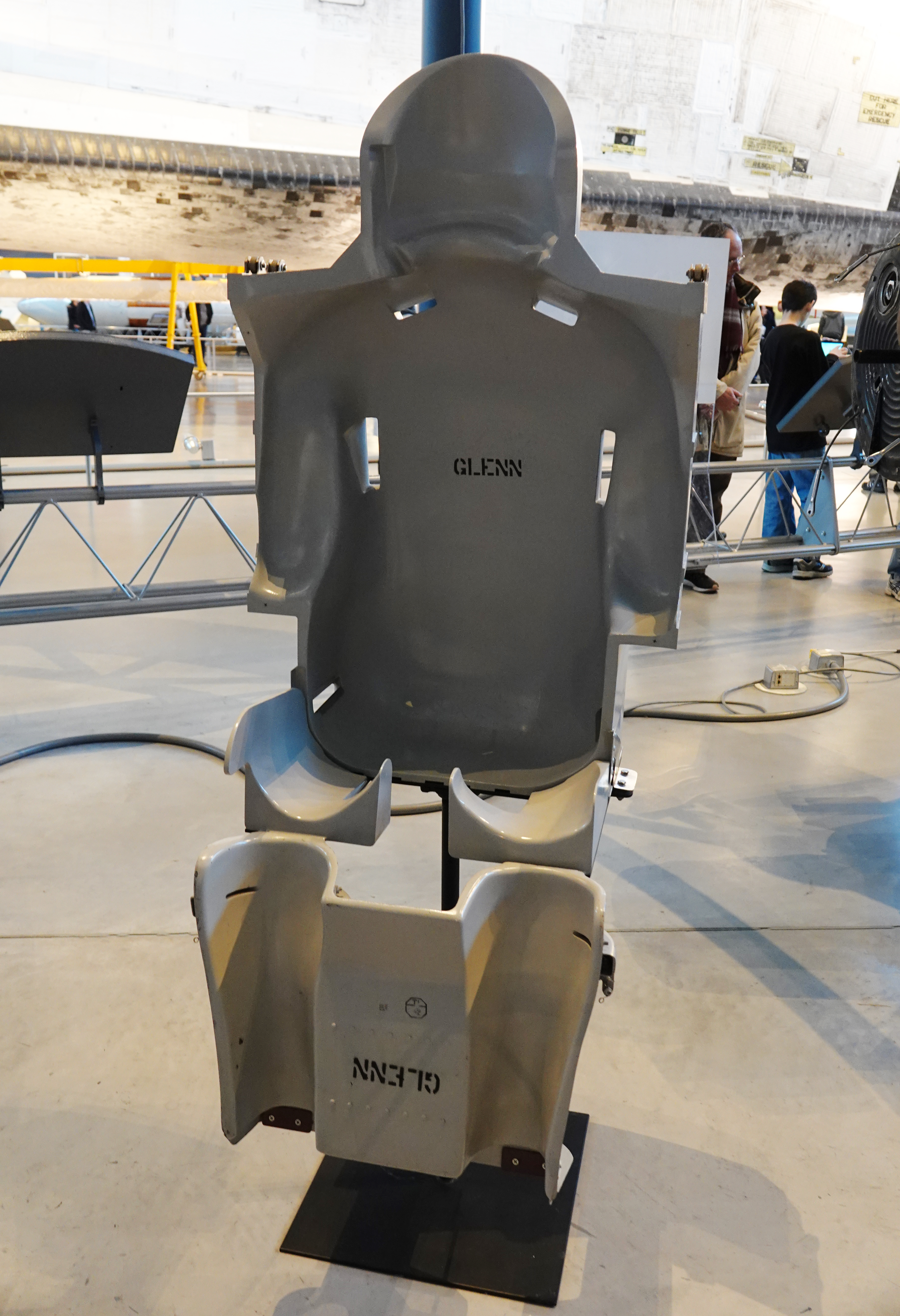
La coquille d'entraînement pour la centrifugeuse de John Glenn au Centre Steven F. Udvar-Hazy en Virginie.

Les candidats astronautes ne sont informés de leur sélection que 10 à 12 jours après la fin des examens. Glenn est retourné à son poste au Bureau de l'aéronautique de la marine lorsqu'il reçoit un appel de Charles Donlan, directeur adjoint du programme Mercury, lui annonçant sa sélection. L'identité des sept astronautes est rendue officielle au cours d'une conférence de presse qui a lieu à la Dolley Madison House à Washington, D.C., le 9 avril 1959 : Scott Carpenter, Gordon Cooper, John Glenn, Virgil Grissom, Walter Schirra, Alan Shepard et Deke Slayton. Dans son récit romancé de cet épisode de l'ère spatiale The Right Stuff, Tom Wolfe écrit que Glenn « ressort comme le meilleur de ces sept favoris. Outre qu'il était le pilote le plus brillant et qu'il n'hésitait pas à faire des déclarations que la presse pouvait reprendre, il était le plus photogénique et était le seul Marine (considéré comme le corps d'élite de l'Armée américaine) ». L'ampleur du défi qui attend les futurs astronautes est mise en évidence quelques semaines plus tard, dans la nuit du 18 mai 1959. Les sept astronautes assistent à Cape Canaveral à leur premier lancement de fusée, une SM-65D Atlas, similaire à celle qui doit les emmener en orbite. Quelques minutes après le décollage, celle-ci explose de façon spectaculaire, illuminant le ciel nocturne. Voyant cet événement, les astronautes sont sidérés. Shepard se tourne vers Glenn et lui dit : « Eh bien, je suis content qu'on l'ai éliminée ! ».
À la suite de sa sélection Glenn est affecté au Space Task Group de la NASA qui est hébergé par le centre de recherche Langley à Hampton, en Virginie. Il conserve son grade d'officier dans le Corps des Marines. Lorsque le Centre spatial Lyndon B. Johnson, établissement de la NASA consacré au vol habité est inauguré en 1962 à Houston, au Texas Le Space Task Group y est transféré. Les sept astronautes suivent une formation intensive. Celle-ci comprend une partie théorique, dispensée de manière scolaire, qui porte sur les sciences spatiales (mécanique spatiale, ...), une formation pratique qui se déroule en partie dans des simulateurs de vol spatial et un programme d'entrainement physique qui comprend de la plongée sous-marine pour s'habituer à l'apesanteur. En outre chaque astronaute apporte son expérience de pilote dans la conception des équipements qu'il mettra en œuvre dans l'espace. Ainsi Glenn participe à la conception de l'aménagement du cockpit et au développement des commandes de vol pour les programmes Mercury et Apollo. Glenn se pose en autorité morale et incite les autres astronautes à suivre un code de conduite conforme à l'image idéalisée dépeinte par le magazine Life qui a passé un contrat exclusif avec les astronautes en échange d'une forte rémunération. Cette attitude n'est guère appréciée par les autres astronautes.

#### Le premier américain en orbite
Les sept astronautes, tout en formant un groupe solidaire, se livrent à une compétition féroce afin d'être choisis pour la première mission. Glenn estime qu'il est le plus qualifié pour effectuer le premier vol. Aussi lorsque Robert Gilruth annonce en janvier 1961 que Alan Shepard et Virgil Grissom ont été choisis pour les deux premières missions (Mercury-Redstone 3 et Mercury-Redstone 4) il tente en vain de faire modifier ce choix en intervenant auprès de l'administrateur de la NASA. Glenn doit se contenter d'être le pilote de réserve des deux missions conformément au choix de Gilruth. Ces deux premiers vols avec équipage sont toutefois de simples vols suborbitaux (sans mise en orbite) car le lanceur Atlas, qui dispose de la puissance nécessaire pour satelliser la capsule Mercury, n'est pas encore prêt. L'équipage de la troisième mission du programme Mercury, Mercury-Atlas 6, premier vol orbital, est désigné au cours de l'automne 1961. John Glenn est sélectionné avec Scott Carpenter comme pilote de réserve. La mise en orbite d'un homme constitue un des principaux objectifs du programme Mercury. Shepard et Grissom ont baptisé leurs vaisseaux spatiaux Freedom 7 et Liberty Bell 7. Le chiffre 7 est à l'origine le numéro de production du vaisseau spatial de Shepard, mais en est venu à représenter le 7 de Mercury 7. Glenn nomme son vaisseau, le numéro 13, Friendship 7, et fait peindre le nom à la main sur le côté, comme il l'a fait avec son F-86. Glenn et Carpenter terminent leur entraînement pour la mission en janvier 1962, mais un report du lancement leur permet de continuer à s'entrainer. Glenn passe 25 heures et 25 minutes dans le vaisseau spatial pour effectuer des tests, et 59 heures et 45 minutes dans le simulateur. Il effectue 70 missions simulées et réagit à 189 défaillances de système simulées.

Friendship 7 est actuellement exposé au Musée national de l'air et de l'espace.

Le vol, prévu initialement le 20 décembre 1961, est repoussé à de nombreuses reprises pour des raisons météorologiques ou techniques. Pour cette première spatiale, la NASA, qui n'a à l'époque qu'une faible expérience des vols habités, préfère procéder de manière prudente d'autant plus que le lanceur Atlas a été victime d'une défaillance à deux reprises lors de ses cinq derniers lancements. Lors de la neuvième tentative de lancement de la mission, qui a lieu le 15 février, Glenn séjourne durant cinq heures trente dans sa capsule fixée au sommet d'une fusée remplie d'une centaine de tonnes de kérosène et d'oxygène liquide mais il doit une fois de plus renoncer à cause de tempêtes en cours dans la zone d'amerrissage de son vaisseau. Le lancement a finalement lieu le 20 février et la capsule Friendship 7 décolle de la base aérienne de Cape Canaveral à 9 h 47 heure locale (14 h 47 TU). Le décollage est suivi en direct par des millions d'Américains,.
Au cours de la première orbite, une défaillance du système de contrôle automatique est détectée. Cela oblige Glenn à fonctionner en mode manuel pour les deuxième et troisième orbites, ainsi que pour la rentrée. Plus tard au cours du vol, la télémétrie indique que le bouclier thermique s'est desserré. Si cette donnée est exacte, Glenn et son vaisseau spatial auraient brûlé lors de la rentrée. Après une longue discussion sur la façon de traiter ce problème, les contrôleurs au sol considèrent que ne pas larguer le pack de rétrofusées après usage pourrait aider à maintenir en place le bouclier thermique. Ils transmettent cette consigne à Glenn, mais ne lui signalent pas le problème initial ; bien qu'il ne comprenne pas la raison de cet ordre, il s'abstient de larguer les rétrofusées après leur allumage. Pendant la rentrée, le pack de rétrofusées se brise en gros morceaux enflammés qui passent devant la fenêtre de la capsule ; Glenn pense que cela peut être le bouclier thermique. Il déclare ensuite à un interviewer : « Heureusement que c'était la rétrofusée, sinon je ne serais pas là pour répondre à ces questions. » Après le vol, il est établi que le bouclier thermique n'était pas desserré : le capteur était défectueux.
Friendship 7 amerrit en toute sécurité à 1 290 kilomètres au sud-est du cap Canaveral après un vol de 4 heures et 55 minutes. Glenn a sur lui une note qui dit : « Je suis un étranger. Je viens en paix. Conduisez-moi à votre chef et il y aura une énorme récompense pour vous dans l'éternité », en plusieurs langues, au cas où il aurait atterri près des îles du sud de l'océan Pacifique. La procédure initiale prévoit que Glenn doit sortir par la trappe supérieure, mais il est mal à l'aise et décide que la sortie par la trappe latérale est plus rapide,. Pendant le vol, il subit une accélération de 7,8 g et parcourt 121 794 kilomètres à environ 28 200 km/h. Le vol l'amène à une altitude maximale (apogée) d'environ 261 km et à une altitude minimale (périgée) de 160 km. Glenn est le premier Américain à tourner en orbite autour de la Terre, le troisième Américain dans l'espace et le cinquième humain dans l'espace. Cette mission, que Glenn qualifie de meilleur jour de sa vie, renouvelle la confiance des Américains. Son vol se déroule alors que les États-Unis et l'Union soviétique sont engagés dans la guerre froide et participent à la course à l'espace.

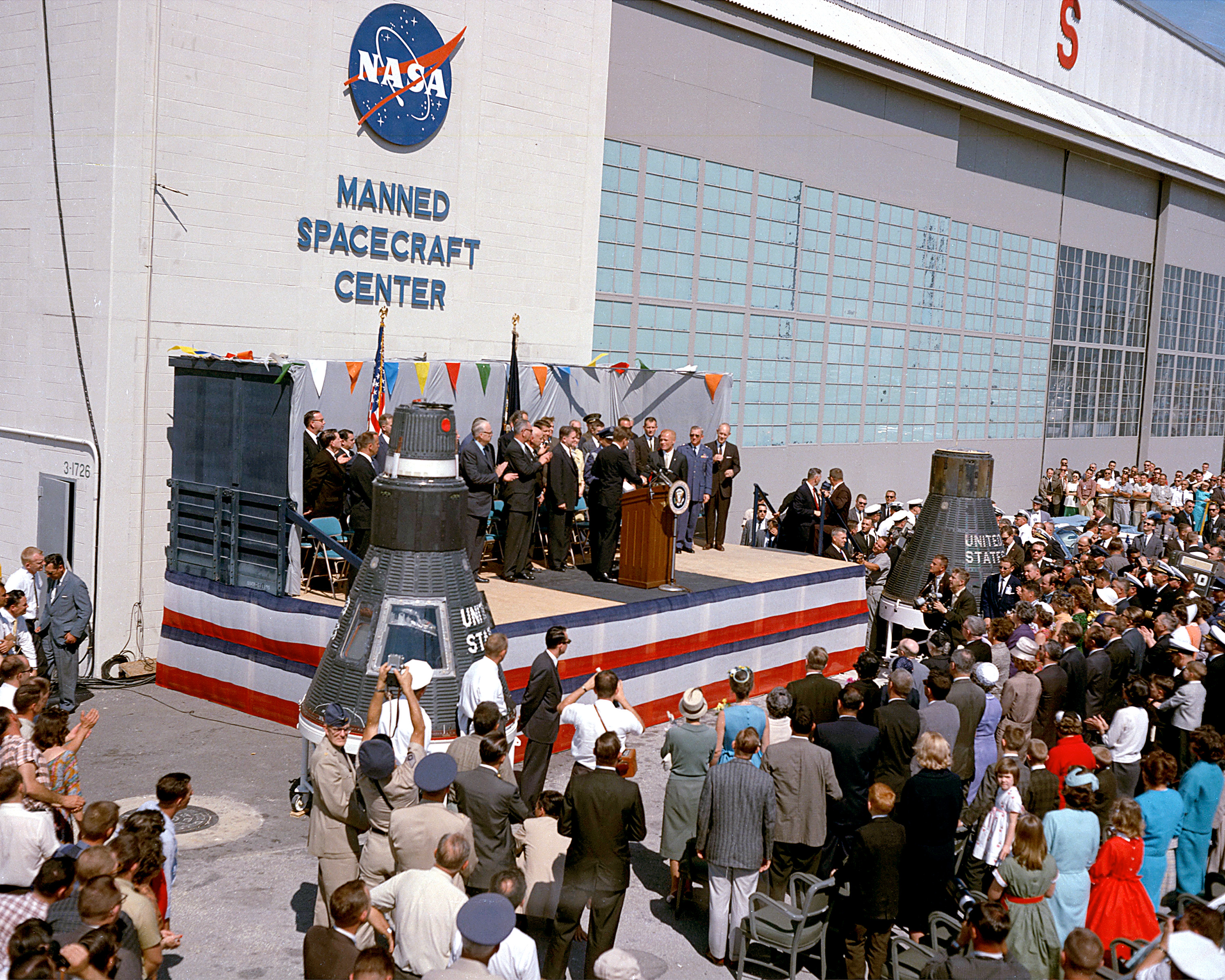
Glenn est honoré par le président américain John F. Kennedy dans les installations temporaires du Manned Spacecraft Center à Cape Canaveral, en Floride, trois jours après son vol.

Premier Américain en orbite, Glenn devient un héros national. Il rencontre le président John F. Kennedy et on lui organise une ticker-tape parade à New York, rappelant celles de Charles Lindbergh et d'autres héros. Il est devenu « si précieux pour la nation en tant que figure emblématique », selon l'administrateur de la NASA Charles Bolden, que Kennedy ne « risquerait pas de le remettre dans l'espace ». La renommée et le potentiel politique de Glenn sont remarqués par les Kennedy, et il devient un ami de la famille. Le 23 février 1962, le président Kennedy lui remet la médaille pour services distingués de la NASA pour son vol Friendship 7,. En recevant la récompense, Glenn déclare : « J'aimerais considérer que j'ai été la figure de proue de ce grand et énorme effort, et je suis très fier de la médaille que j'ai sur mon revers ». Il reçoit également sa sixième croix du service distingué dans l'aviation pour ses efforts. Il fait partie du premier groupe d'astronautes à recevoir la médaille d'honneur du Congrès pour l'espace. Cette récompense lui est remise par le président Jimmy Carter en 1978. Ses récompenses militaires et spatiales sont volées à son domicile en 1978, et il fait remarquer qu'il garderait cette médaille dans un coffre.

John Glenn, astronaute du programme Mercury
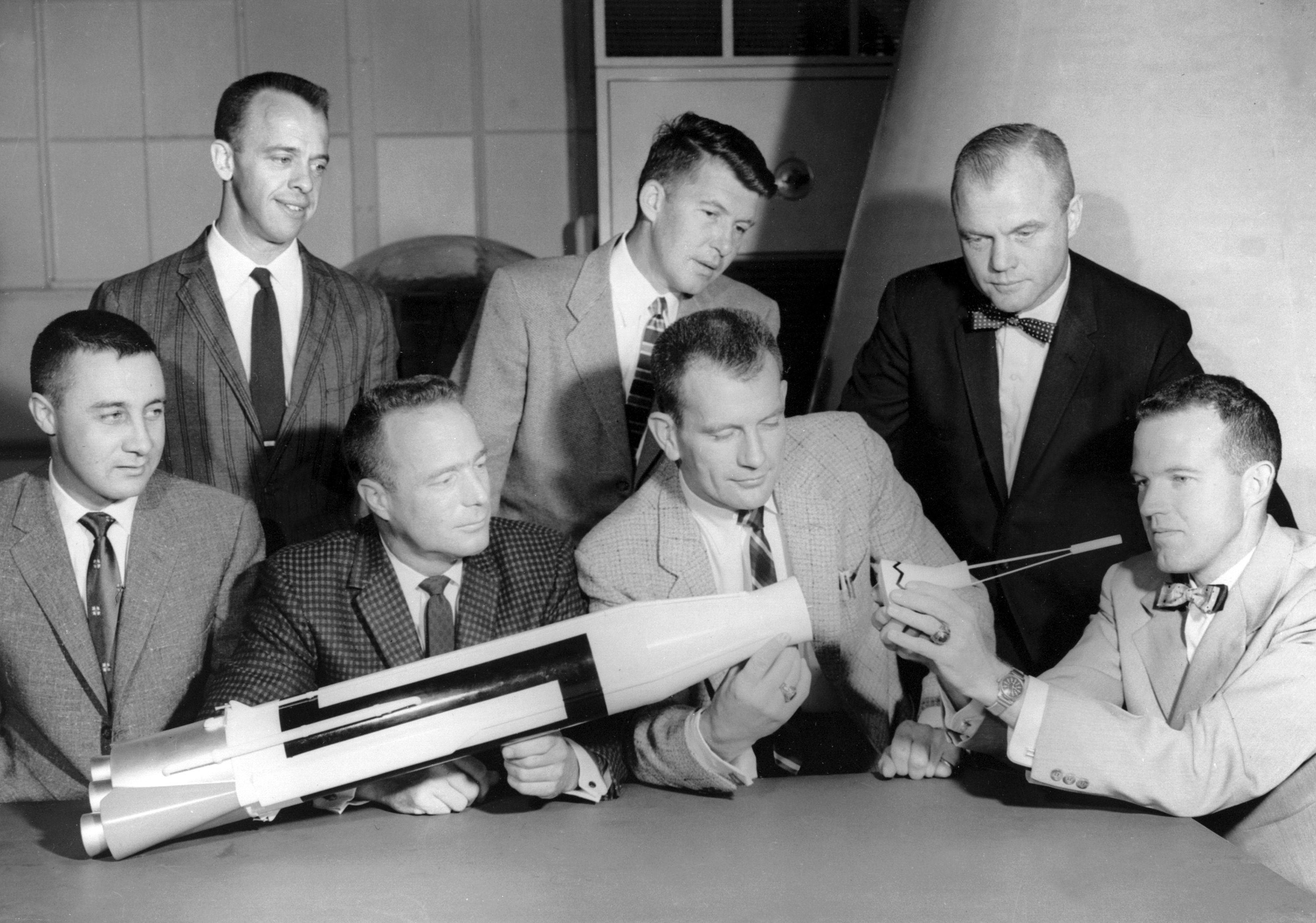
Les sept premiers astronautes américains. Glenn est en haut à droite.
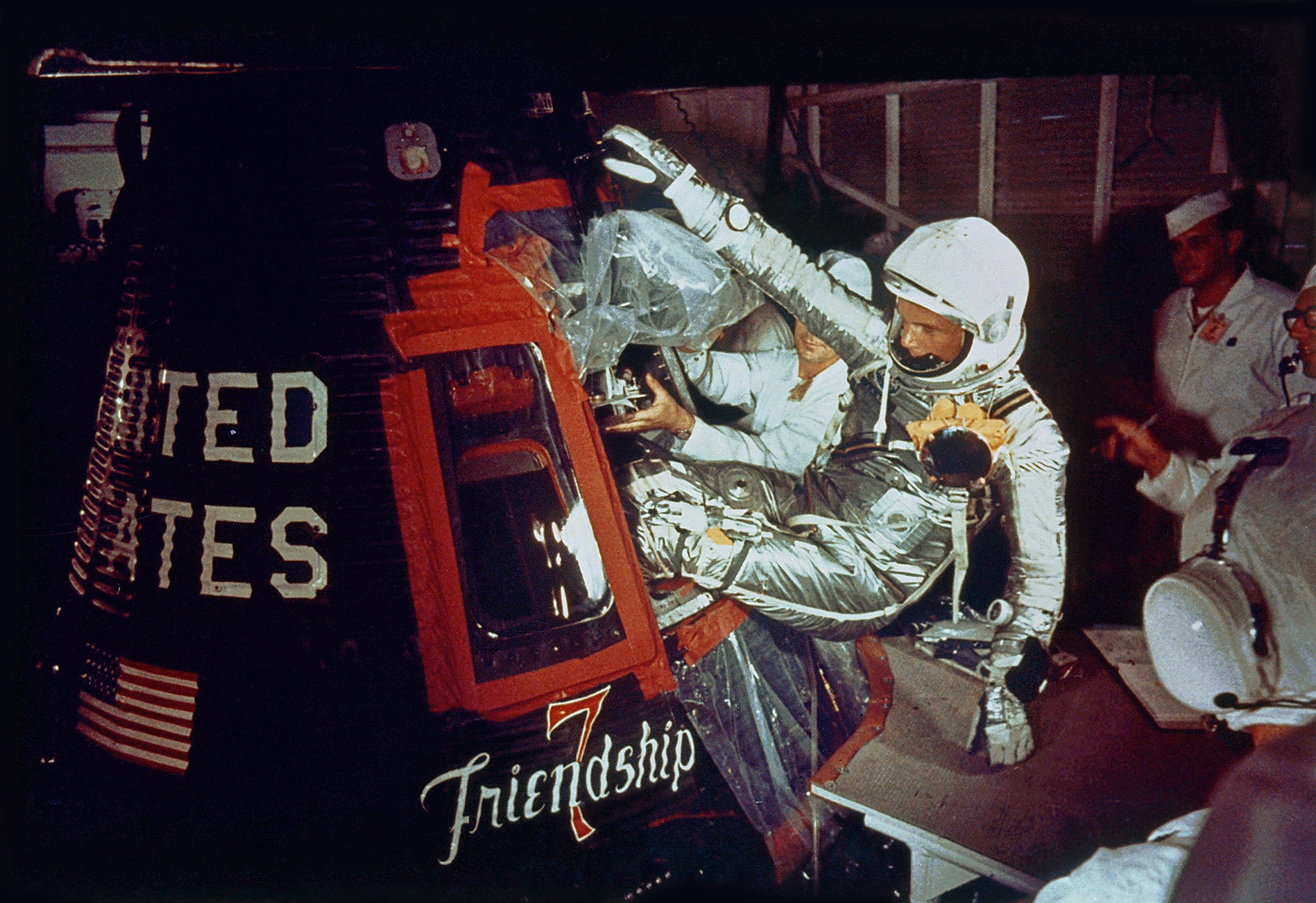
Glenn est installé dans la capsule Friendship 7 dans laquelle il va effectuer son vol.
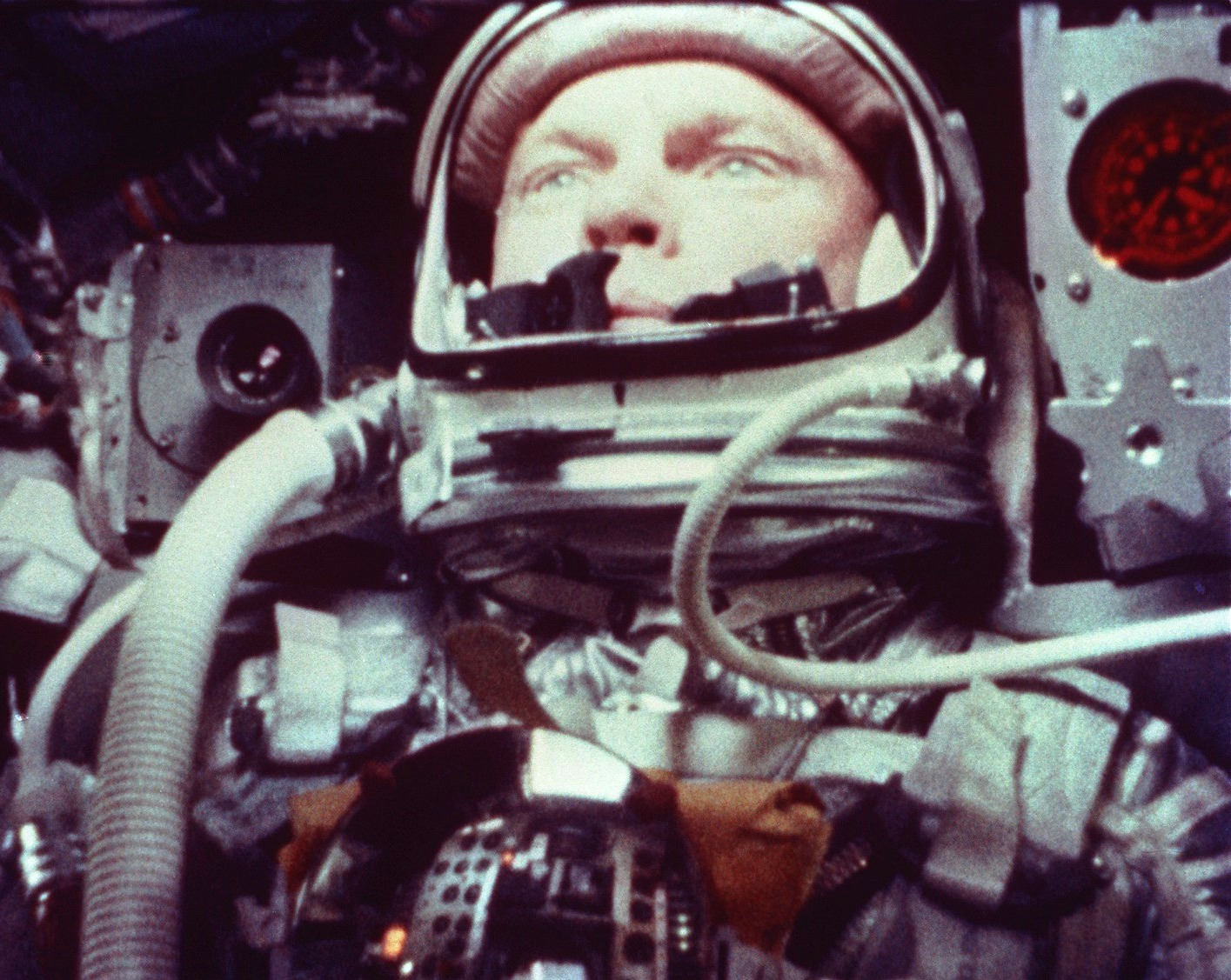
Photographie prise durant le vol.
- Court-métrage documentaire The John Glenn Story (1963).

### Carrière politique

#### Campagnes électorales

##### Élections sénatoriales de 1964
À 42 ans, Glenn est le membre le plus âgé du corps d'astronautes — il a près de 50 ans au moment de l'atterrissage sur la Lune. Pendant la formation de Glenn, les psychologues de la NASA déterminent qu'il est l'astronaute le mieux adapté à la vie publique. En décembre 1962, le procureur général Robert F. Kennedy suggère à Glenn et à sa femme de se présenter au Sénat américain de l'Ohio en 1964, défiant ainsi le vieux titulaire Stephen M. Young lors des élections primaires démocrates. Comme il semble peu probable qu'il soit sélectionné pour les missions du projet Apollo, Glenn démissionne de la NASA le 16 janvier 1964 et annonce le lendemain sa candidature au Sénat américain en tant que membre du Parti démocrate de son État natal, l'Ohio. Glenn est toujours un Marine. Il dispose de nombreux jours de congé. Il les utilise jusqu'à sa mise à la retraite.
Fin février, il est hospitalisé pour une commotion cérébrale due à une chute contre une baignoire alors qu'il essaie de réparer un miroir dans une chambre d'hôtel ; une blessure à l'oreille interne due à l'accident l'empêche de faire campagne,. Sa femme et Scott Carpenter ont tous deux fait campagne en sa faveur en février et mars, mais les médecins estiment le délai de rétablissement à un an. Glenn ne voulant pas gagner uniquement en raison de sa renommée d'astronaute, se retire de la course le 30 mars,.
Glenn est toujours en congé du corps des Marines. Il a déposé sa demande de retraite afin de pouvoir conserver un salaire et une assurance médicale. Il est sur la liste des candidats potentiels pour être promu colonel ; il informe le commandant du corps des Marines de son intention de prendre sa retraite afin qu'un autre Marine puisse recevoir la promotion. Le président Lyndon B. Johnson décide de promouvoir Glenn au rang de colonel à part entière, sans prendre la place de quelqu'un d'autre. Il prend donc sa retraite en tant que colonel le 1er janvier 1965. Glenn est approché par RC Cola pour rejoindre leur service de relations publiques, il refuse parce qu'il veut s'impliquer dans une entreprise et pas seulement dans la communication. La société revoit son offre et propose à Glenn un poste de vice-président du développement de l'entreprise, ainsi qu'une place au sein du conseil d'administration. L'entreprise élargit ensuite le rôle de Glenn, le promouvant au poste de président de Royal Crown International. Un siège au Sénat est ouvert en 1968. Glenn est interrogé sur ses aspirations politiques du moment. Il répond qu'il n'a pas de projet en cours et ajoute « Parlons-en un de ces jours ». Il déclare également qu'il est possible de se présenter au Sénat en 1970.

#### Élections sénatoriales de 1970

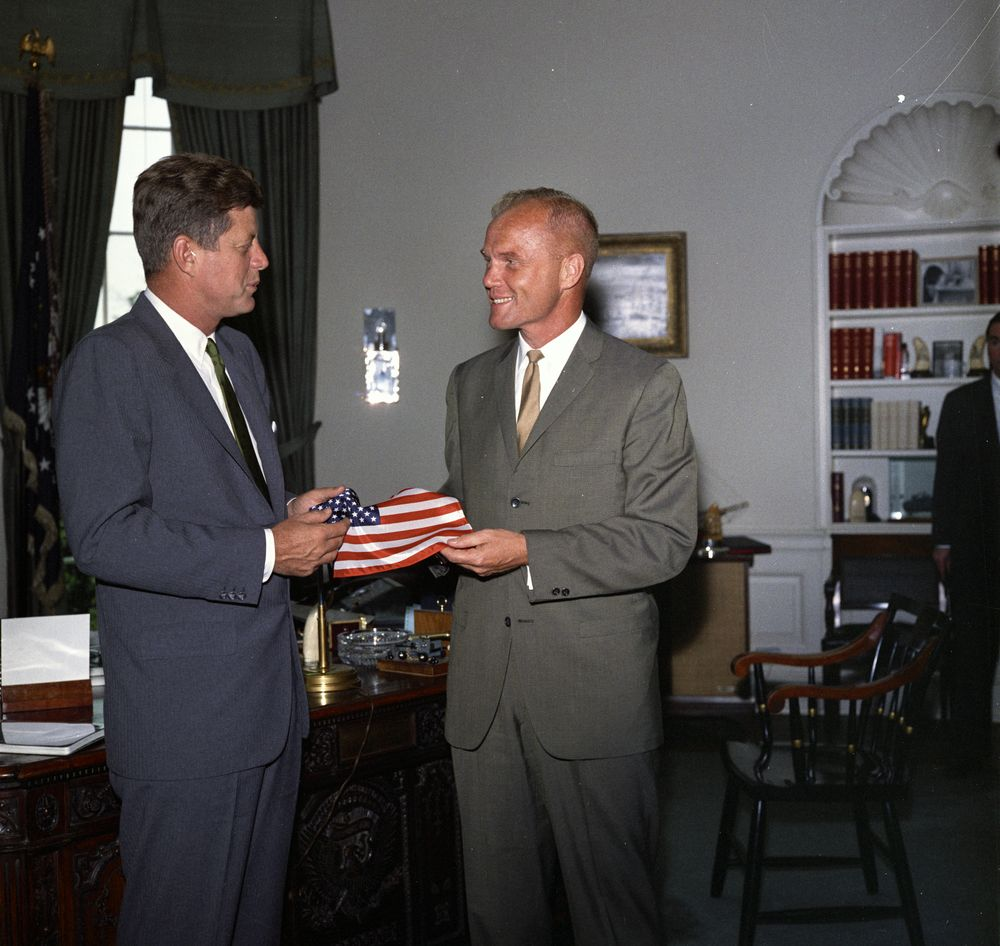
Glenn offre au président Kennedy un drapeau américain qu'il a porté dans sa combinaison spatiale sur Friendship 7.

Glenn est resté proche de la famille Kennedy et fait campagne pour Robert F. Kennedy lors de sa candidature à l'Élection présidentielle américaine de 1968,,. En 1968, Glenn est dans la suite d'hôtel de Kennedy lorsque ce dernier apprend qu'il a gagné la Californie. Glenn doit l'accompagner pour fêter l'événement, mais il décide de ne pas le faire car il y aurait beaucoup de monde. Kennedy descend pour faire son discours de victoire et est assassiné. Glenn et sa femme les accompagnent à l'hôpital, et le lendemain matin, ils ramènent les enfants de Kennedy chez eux, en Virginie. Glenn est plus tard porteur de cercueil lors des funérailles à New York.
En 1970, Young ne se représente pas et le siège est ouvert. L'homme d'affaires Howard Metzenbaum, l'ancien directeur de campagne de Young, est soutenu par le parti démocrate de l'Ohio et les principaux syndicats, ce qui lui donne un avantage financier important sur Glenn. Le camp de Glenn le persuade d'être économe pendant les primaires afin qu'il puisse garder de l'argent pour l'élection générale. À la fin de la campagne primaire, Metzenbaum a dépensé quatre fois plus que lui. Glenn est battu lors des primaires démocrates par Metzenbaum (qui obtient 51 % des voix contre 49 % pour Glenn).
Metzenbaum perd les élections générales face à Robert Taft Jr et Glenn reste actif sur la scène politique après sa défaite. John J. Gilligan, le gouverneur de l'Ohio de l'époque, nomme Glenn président de la Citizens Task Force on Environmental Protection en 1970. Ce groupe de travail est créé pour étudier les problèmes environnementaux dans l'État et publie en 1971 un rapport détaillant ces questions. Les réunions et le rapport final du groupe d'action contribue largement à la création de l'Agence de protection de l'environnement de l'Ohio.

##### Élections sénatoriales de 1974
En 1973, le président Richard Nixon ordonne au procureur général Elliot Richardson de renvoyer le procureur spécial du Watergate, Archibald Cox. Richardson refuse et démissionne en signe de protestation, ce qui déclenche le massacre du samedi soir. Le sénateur de l'Ohio William Saxbe, élu en 1968, est nommé procureur général. Glenn et Metzenbaum cherchent tous deux à obtenir le siège vacant, qui doit être attribué par le gouverneur John Gilligan. Ce dernier envisage de se présenter à la présidence ou à la vice-présidence dans un avenir proche, et propose à Glenn le poste de lieutenant-gouverneur, en pensant qu'il deviendrait gouverneur lorsque Gilligan serait élu à un poste plus élevé. Le parti démocrate de l'Ohio soutient cette solution pour éviter ce qui devait être une bataille primaire entre Metzenbaum et Glenn, source de division. Glenn refuse, dénonçant leurs tentatives comme du « clientélisme » et du « chantage ». La contre-offre de Glenn suggère que le gouverneur attribue le poste à quelqu'un d'autre, afin qu'aucun des deux n'ait un avantage lors des élections de 1974. Metzenbaum accepte de soutenir Gilligan dans sa campagne de réélection au poste de gouverneur, et est ensuite nommé en janvier 1974 au siège vacant. À la fin du mandat de Saxbe, Glenn défie Metzenbaum lors des primaires pour le siège du Sénat de l'Ohio.
La campagne de Glenn change de stratégie après l'élection de 1970, durant laquelle Glenn remporte la plupart des comtés de l'Ohio, mais perd dans ceux qui ont une population plus importante. Changeant d'orientation, il se concentre principalement sur les grands comtés en 1974. Lors des primaires, Metzenbaum met en contraste sa solide expérience des affaires face au passé militaire et astronautique de Glenn et déclare que son adversaire n'a « jamais tenu de registre de paie ». La réponse de Glenn est connue sous le nom de « Gold Star Mothers ». Il dit à Metzenbaum d'aller dans un hôpital pour vétérans et de « regarder dans les yeux ces hommes au corps mutilé et leur dire qu'ils n'ont pas occupé de poste. Vous allez avec moi, chez n'importe quelle mère « Gold Star », vous la regardez dans les yeux et vous lui dites que son fils n'a pas occupé un véritable emploi ». Il bat Metzenbaum par 54 % contre 46 % avant de battre Ralph Perk (le maire républicain de Cleveland) aux élections générales, débutant ainsi une carrière de sénateur qui se poursuit jusqu'en 1999.

##### Campagne pour la vice-présidence en 1976

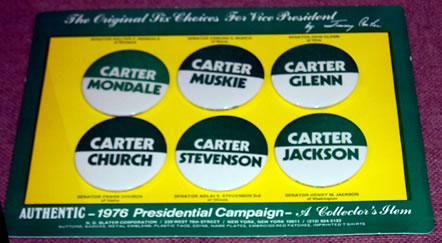
Badges des options de Carter pour la vice-présidence.

Lors de l'élection présidentielle de 1976, Jimmy Carter est le candidat démocrate présumé à la présidence. Glenn est retenu pour la nomination à la vice-présidence parce qu'il est sénateur dans un État charnière et pour sa célébrité et sa franchise. Certains pensent qu'il ressemble trop à Carter, en partie parce qu'ils ont tous deux un passé militaire, et qu'il n'a pas assez d'expérience pour devenir président. Barbara Jordan est la première oratrice principale de la Convention nationale démocrate. Son discours électrise la foule, et est accueilli par des applaudissements et des ovations. Le discours de Glenn suit immédiatement celui de Jordan, et il ne réussit pas à impressionner les délégués. Walter Cronkite le décrit comme « ennuyeux », et d'autres délégués se plaignent qu'il est difficile à entendre. Carter appelle Glenn pour l'informer que la nomination va à un autre candidat, et nomme ensuite le politicien chevronné Walter Mondale. Il est également rapporté que la femme de Carter pense qu'Annie Glenn, qui a un bégaiement, va nuire à la campagne,.

##### Élections sénatoriales de 1980
Lors de sa première campagne de réélection, plusieurs autres candidats se présentent aux primaires pour l'élection au Sénat de 1980. Ses adversaires, l'ingénieur Francis Hunstiger et l'ex-enseignante Frances Waterman, sont peu connus et mal financés. Ils ne dépensent que quelques milliers de dollars pour la campagne, alors que Glenn y investit 700 000 dollars. Les journalistes notent que pour une course qu'il va très probablement gagner avec facilité, Glenn consacre beaucoup de temps et d'argent à la campagne. Son chef de campagne répond à ces remarques en disant : « C'est sa façon de faire les choses. Il ne prend rien pour acquis ». Glenn remporte les primaires avec 934 230 des 1,09 million de voix.
Jim Betts, qui se présente sans opposition lors de la primaire républicaine, défie Glenn pour son siège. Betts déclare publiquement que les actions politiques de Glenn sont en partie responsables de la hausse de l'inflation et de la baisse du niveau de vie. La campagne de Betts attaque également les résultats de Glenn en affirmant qu'il a souvent voté pour des augmentations de dépenses. La réponse de Glenn est qu'il a participé à plus de 3 000 appels nominaux et que chacun d'entre eux pourrait être pris hors contexte. Glenn est censé gagner facilement la course, et il le fait avec la plus grande marge jamais obtenue par un sénateur de l'Ohio, en battant Betts de plus de 40 %,,.

##### Campagne pour la présidence 1984
Glenn n'est pas satisfait de la division du pays et pense que des étiquettes comme « conservateur » ou « libéral » ne font qu'accroître le fossé. Il se considère comme un centriste et pense qu'un président plus centriste aiderait à unifier le pays. Il est persuadé que son expérience de sénateur de l'Ohio est idéale, en raison de la diversité de l'État. Selon lui, Ted Kennedy peut gagner les élections, mais après que ce dernier annonce, fin 1982, qu'il ne se présenterait pas à la présidence, Glenn croit avoir de bien meilleures chances de gagner. Il engage un consultant en médias pour l'aider dans son style de discours.
Il annonce sa candidature à la présidence le 21 avril 1983, dans le gymnase du lycée John Glenn à New Concord. Il commence la campagne en faisant mieux que le favori, Walter Mondale. Il est également le meilleur dans un grand sondage de tous les candidats démocrates contre Ronald Reagan. À l'automne 1983 sort le film L'Étoffe des héros, consacré aux sept astronautes de Mercury. Les critiques considèrent que le portrait de Glenn par Ed Harris est héroïque et son équipe commence à faire connaître le film à la presse. Un critique déclare que « la représentation de Harris a contribué à transformer Glenn d'un personnage de livre d'histoire en un héros hollywoodien sympathique et digne d'adoration », le transformant en une icône du grand écran. D'autres pensent que le film nuit à la campagne de Glenn, rappelant seulement que sa plus grande réussite a eu lieu des décennies plus tôt. L'autobiographie de Glenn dit que le film « a eu un effet paralysant sur la campagne ».
L'équipe de Glenn décide de renoncer à la campagne traditionnelle des premiers caucus et primaires, et de se concentrer sur la construction de bureaux de campagne dans tout le pays. En janvier 1984, il a ouvert des bureaux dans 43 états. Il dépense des sommes importantes en publicité télévisée dans l'Iowa, et choisit de ne pas assister à un débat sur les questions agricoles dans l'état. Il termine cinquième du caucus, et perd ensuite le New Hampshire. La campagne se poursuit jusqu'au Super Tuesday, où il est également battu. Il annonce son retrait de la course le 16 mars 1984. Sa défaite dans la lutte pour la candidature lui génère une dette de campagne de 3 millions de dollars, pendant plus de 20 ans, avant de recevoir un sursis de la Commission électorale fédérale,.

##### Élections sénatoriales de 1986
Le siège de Glenn au Sénat est contesté par Thomas Kindness, qui ne rencontre pas d'opposition lors de sa primaire, tandis que Glenn doit faire face à Don Scott, un partisan de Lyndon LaRouche, dont plusieurs disciples ont été récemment élus dans l'Illinois, mais le président du parti démocratique de l'Ohio ne pense pas qu'ils connaissent le même succès dans son état. LaRouche est connu pour ses théories marginales, comme celle selon laquelle la reine d'Angleterre était une trafiquante de drogue. Kindness parle à ses partisans et les met en garde contre les candidats de LaRouche. Il publie une déclaration disant aux électeurs de rejeter les candidats de LaRouche lors des primaires républicaines et démocrates. Glenn remporte les primaires avec 88 % des voix.
Une fois les primaires terminées, Glenn commence sa campagne contre Kindness. Il estime que lui et d'autres démocrates sont les cibles d'une campagne négative imaginée par les stratèges du « Grand Old Party » à Washington. Kindness se concentre sur les dettes de Glenn pour sa campagne présidentielle ratée et sur le fait qu'il a cessé de les payer alors qu'il fait campagne pour le siège au Sénat. Après avoir remporté la course avec 62 % des voix, Glenn déclare : « Nous avons prouvé qu'en 1986, ils ne pouvaient pas tuer Glenn avec Bonté »,,.

##### Élections sénatoriales de 1992
En 1992, le républicain Mike DeWine remporte les primaires et défie Glenn lors de l'élection du Sénat. Glenn se présente, cette fois, sans opposition lors des primaires. La campagne de DeWine se concentre sur la nécessité d'un changement et sur la limitation des mandats des sénateurs — ce serait le quatrième mandat de Glenn. DeWine critique également les dettes de campagne de Glenn, en utilisant un lapin habillé en astronaute battant un tambour, avec un annonceur disant « Il continue à devoir et à devoir et à devoir », une référence au lapin Energizer. Au cours d'un débat, Glenn demande à DeWine d'arrêter ses publicités de campagne négatives, en disant : « C'est la campagne la plus négative [que j'ai connue] ». DeWine répond qu'il le ferait si Glenn révèle comment il a dépensé l'argent qu'il a reçu de Charles Keating, conséquence de sa nomination parmi les Keating Five. Glenn remporte le siège, avec 2,4 millions de voix, contre 2 millions pour DeWine,. C'est la première fois que DeWine perd une campagne. DeWine travaille ensuite au comité du renseignement avec Glenn et assiste à son deuxième lancement dans l'espace.

#### Carrière au Sénat

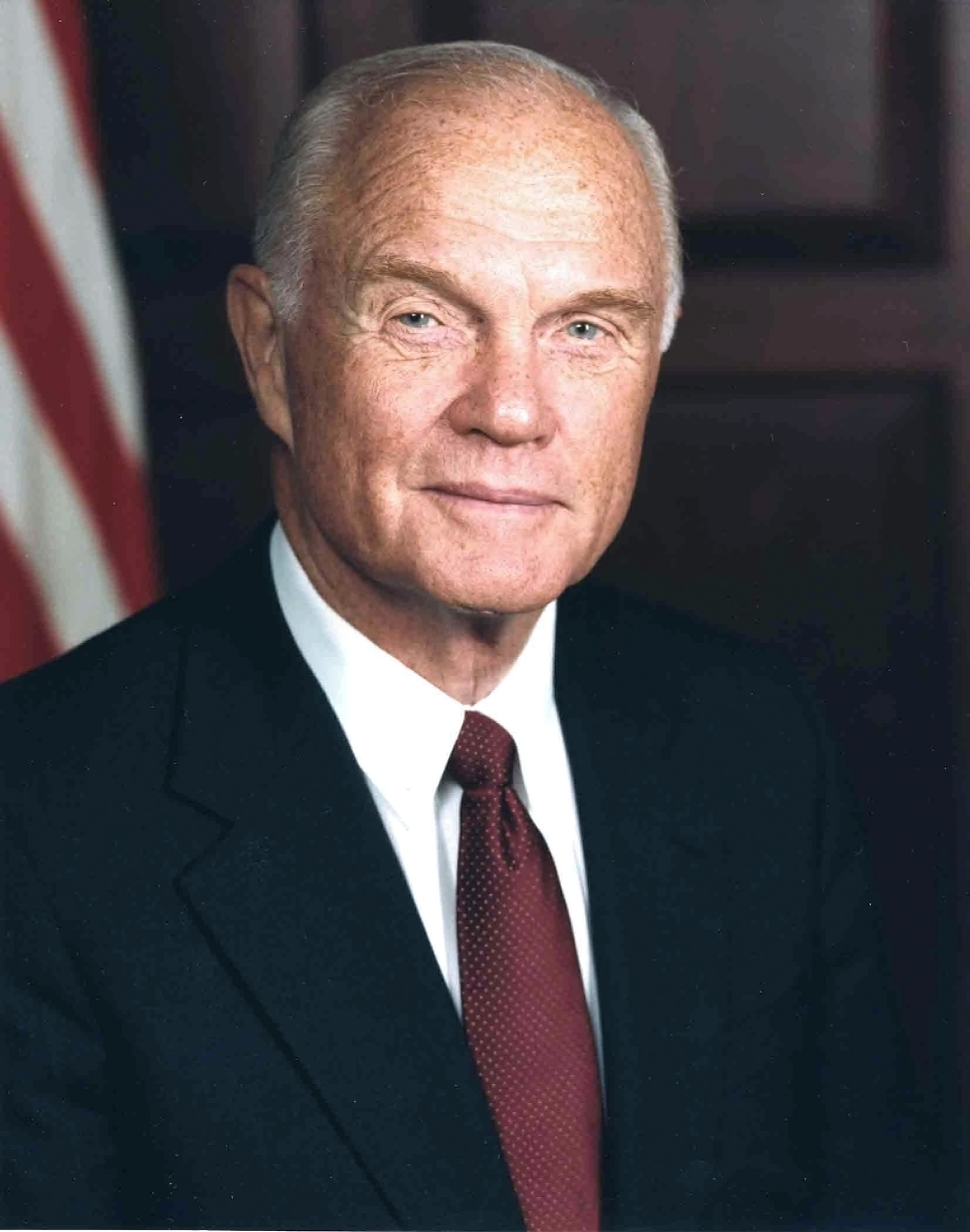
Portrait officiel de John Glenn.

##### Commission des affaires gouvernementales
Glenn demande à être affecté à deux comités au cours de sa première année de sénateur : le Comité des opérations gouvernementales (connu plus tard sous le nom de Comité des affaires gouvernementales), et le Comité des relations étrangères. Il est immédiatement affecté au premier, et attend un siège pour le second. En 1977, Glenn veut présider le sous-comité de l'énergie, de la prolifération nucléaire et des services fédéraux de la commission des affaires gouvernementales. Abraham Ribicoff, président de la commission des affaires gouvernementales, déclare qu'il pourrait présider la sous-commission s'il préside également la sous-commission des services fédéraux, moins populaire, qui est responsable du service postal américain. Les précédents présidents de la sous-commission des services fédéraux ont perdu les élections en partie à cause des campagnes négatives qui ont lié le service postal, mal considéré, avec les présidents, mais Glenn accepte l'offre et devient le président des deux sous-commissions. L'un de ses objectifs en tant que nouveau sénateur est de développer des politiques environnementales. Il présente des projets de loi sur la politique énergétique pour tenter de contrer la crise énergétique des années 1970. Il introduit également une législation promouvant la non-prolifération nucléaire, et est le principal auteur de la loi sur la non-prolifération nucléaire de 1978, le premier des six grands textes législatifs qu'il produit sur le sujet,.
Glenn préside la commission des affaires gouvernementales de 1987 à 1995. C'est à ce titre qu'il découvre les problèmes de sécurité et d'environnement liés aux installations d'armes nucléaires du pays. Il est mis au courant du problème au centre de production de matières premières de Fernald, près de Cincinnati, et découvre rapidement qu'il affecte des sites dans tout le pays. Glenn demande des enquêtes au General Accounting Office du Congrès et tient plusieurs audiences sur la question. Il publie également un rapport sur les coûts potentiels du nettoyage des déchets dangereux dans les anciennes installations de fabrication d'armes nucléaires, connu sous le nom de « Rapport Glenn ». Il passe le reste de sa carrière au Sénat à obtenir des fonds pour nettoyer les déchets nucléaires laissés dans ces installations.
Glenn s'est également concentré sur la réduction des déchets gouvernementaux. Il crée une législation visant à mandater des directeurs financiers pour les grandes agences gouvernementales et rédige un projet de loi visant à ajouter le bureau de l'inspecteur général aux agences fédérales, afin d'aider à trouver les déchets et les fraudes. Il promeut également une législation destinée à empêcher le gouvernement fédéral d'imposer des règlements aux gouvernements locaux sans les financer. Il fonde la Great Lakes Task Force, qui contribue à protéger l'environnement des Grands Lacs.
En 1995, Glenn devient le membre minoritaire le plus important de la commission des affaires gouvernementales. Il conteste l'accent mis sur les dons illégaux de la Chine aux démocrates, et affirme que les républicains ont également des problèmes flagrants de collecte de fonds. Le président de la commission, Fred Thompson du Tennessee, n'est pas d'accord et poursuit l'enquête,. Thompson et Glenn coopèrent peu durant l'enquête. Thompson ne donne à Glenn que les informations qu'il est légalement tenu de lui fournir. Glenn ne veut pas autoriser un budget plus important pour l'enquête et essaie d'élargir sa portée pour y inclure des membres du parti républicain,. L'enquête se termine par un rapport rédigé par les républicains, que Thompson décrit comme « ... beaucoup de choses qui s'enchaînent et qui brossent un tableau vraiment moche ». Les démocrates, menés par Glenn, déclarent que le rapport « ... ne soutient pas la conclusion que la Chine avait pour dessin d'affecter l'élection présidentielle de 1996 ».
En 1987, Glenn devient vice-président de la sous-commission permanente d'enquête, un sous-comité de la commission des affaires gouvernementales. Lorsque le Parti républicain reprend le contrôle du Sénat en 1996, Glenn en devient le membre minoritaire le plus important, jusqu'à ce que Carl Levin lui succède. Pendant cette période, la commission enquête sur des questions telles que la fraude sur Internet, la fraude hypothécaire et les opérations sur titre au jour le jour.

##### Autres comités et activités

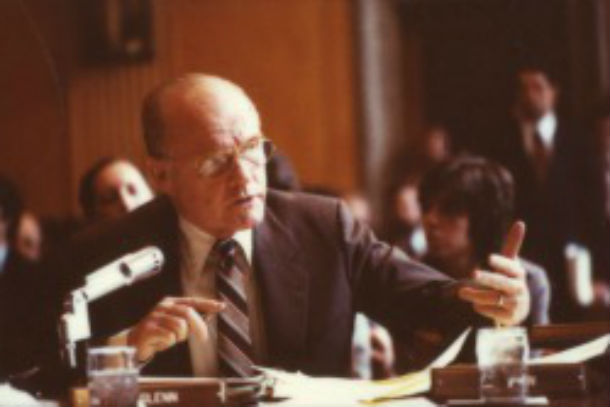
Glenn au Sénat.

Le père de Glenn consacre l'argent de sa retraite à lutter contre son cancer, et aurait dû se séparer de sa maison si Glenn n'était pas intervenu. Son beau-père a également des traitements coûteux pour la maladie de Parkinson. Ces problèmes de santé et financiers poussent Glenn à demander un siège au sein du Comité spécial sur le vieillissement,.
Glenn est considéré comme un expert en matière de science et de technologie en raison de son parcours. Il est favorable à la poursuite du programme de bombardiers B-1, qu'il considère comme une réussite. Cela contrecarre le souhait du président Carter de financer le programme de bombardiers B-2. Glenn ne soutient pas entièrement le développement de ces derniers, car il a des doutes sur la faisabilité de la technologie de furtivité. Il rédige une proposition visant à ralentir leur développement, ce qui aurait pu permettre d'économiser de l'argent, mais la mesure est rejetée.
Glenn rejoint la commission des relations extérieures en 1978. Il devient le président de la sous-commission des affaires de l'Asie de l'Est et du Pacifique, pour laquelle il se rend au Japon, en Corée, en république de Chine et en république populaire de Chine. Il contribue à l'adoption de la loi d'habilitation de Taïwan de 1979. La même année, la position de Glenn sur le traité SALT II provoque un autre différend avec le président Carter. En raison de la perte des postes d'écoute radar en Iran, Glenn ne pense pas que les États-Unis ont la capacité de surveiller l'Union soviétique avec suffisamment de précision pour vérifier le respect du traité. Lors de la cérémonie de lancement de l'USS Ohio, il fait part de ses doutes quant à la vérification du respect du traité. La première dame Rosalynn Carter prend également la parole lors de cet événement, au cours duquel elle critique Glenn pour s'être exprimé publiquement sur la question. Le Sénat ne ratifie jamais le traité, en partie à cause de l'invasion soviétique de l'Afghanistan. Glenn fait partie du comité jusqu'en 1985, date à laquelle il change pour le Comité des services armés.

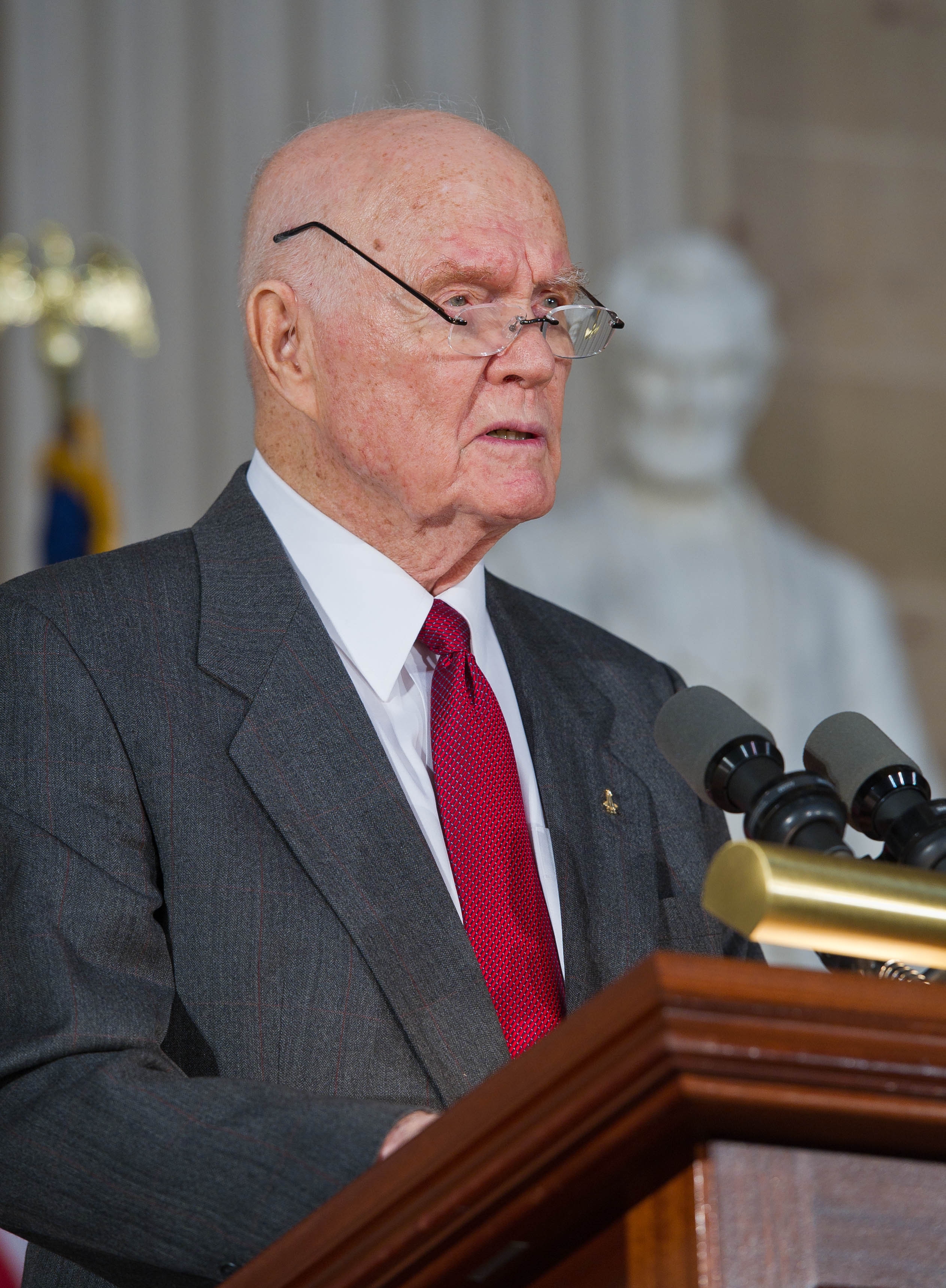
Glenn prononce un discours lors de la cérémonie de remise de la médaille d'or du Congrès, honorant des astronautes Apollo 11 dans la rotonde du Capitole américain en 2011.

Glenn devient président de la sous-commission de la main-d'œuvre du Comité des services armés en 1987. Il introduit des lois telles que l'augmentation de la solde et des avantages des troupes américaines dans le golfe Persique pendant la guerre du Golfe. Il est président jusqu'en 1993, devenant ensuite président de la sous-commission des services armés sur la préparation militaire et l'infrastructure de défense.

##### Keating Five
Glenn a fait partie des Keating Five — les sénateurs américains impliqués dans la crise de l'épargne et des prêts — après son acceptation d'une contribution de 200 000 dollars à sa campagne de la part de Charles Keating, le directeur de la Lincoln Savings and Loan Association. Pendant la crise, les sénateurs sont accusés de retarder la saisie de la société de Keating, ce qui a coûté aux contribuables deux milliards de dollars supplémentaires. Le rapprochement entre le soupçon d'une pression politique et les contributions monétaires de Keating aux sénateurs conduit à une enquête.
L'avocat extérieur du comité d'éthique, Robert Bennett, veut éliminer le sénateur républicain John McCain et Glenn de l'enquête. Les démocrates ne veulent pas exclure McCain, car il est le seul républicain faisant l'objet d'une enquête, ce qui signifie qu'ils ne peuvent pas non plus exclure Glenn. Sur les cinq sénateurs impliqués, McCain et Glenn sont réprimandés en dernier, car la commission sénatoriale estime qu'ils ont fait preuve d'un « manque de discernement ». Le parti républicain se concentre surtout sur le manque de discernement de Glenn, ce que ce dernier considère comme une exonération complète. Le président des républicains, Robert Bennett, déclare : « John Glenn a mal évalué Charles Keating. Il a également mal perçu la charge des contribuables de l'Ohio, qui doivent payer la facture de près de 2 milliards de dollars ». Après le rapport du Sénat, Glenn déclare : « Ils ont classé si fermement cette affaire... qu'il n'y avait pas grand-chose à faire. Je n'ai rien fait de mal ». Dans son autobiographie, Glenn écrit : « ... en dehors des personnes proches de moi qui meurent, ces audiences ont été le point le plus bas de ma vie ». L'affaire lui coûte 520 000 dollars en frais de justice. L'association de son nom avec le scandale fait espérer aux républicains qu'il pourrait être battu lors de la campagne de 1992, mais Glenn bat le lieutenant-gouverneur Mike DeWine pour conserver son siège.

##### Retraite
Le 20 février 1997, date du 35e anniversaire de son vol Friendship 7, Glenn annonce que son départ du Sénat aurait lieu à la fin de son mandat en janvier 1999. Il prend sa retraite en raison de son âge, en disant « ... il n'y a toujours pas de remède pour l'anniversaire commun ».

### Retour dans l'espace

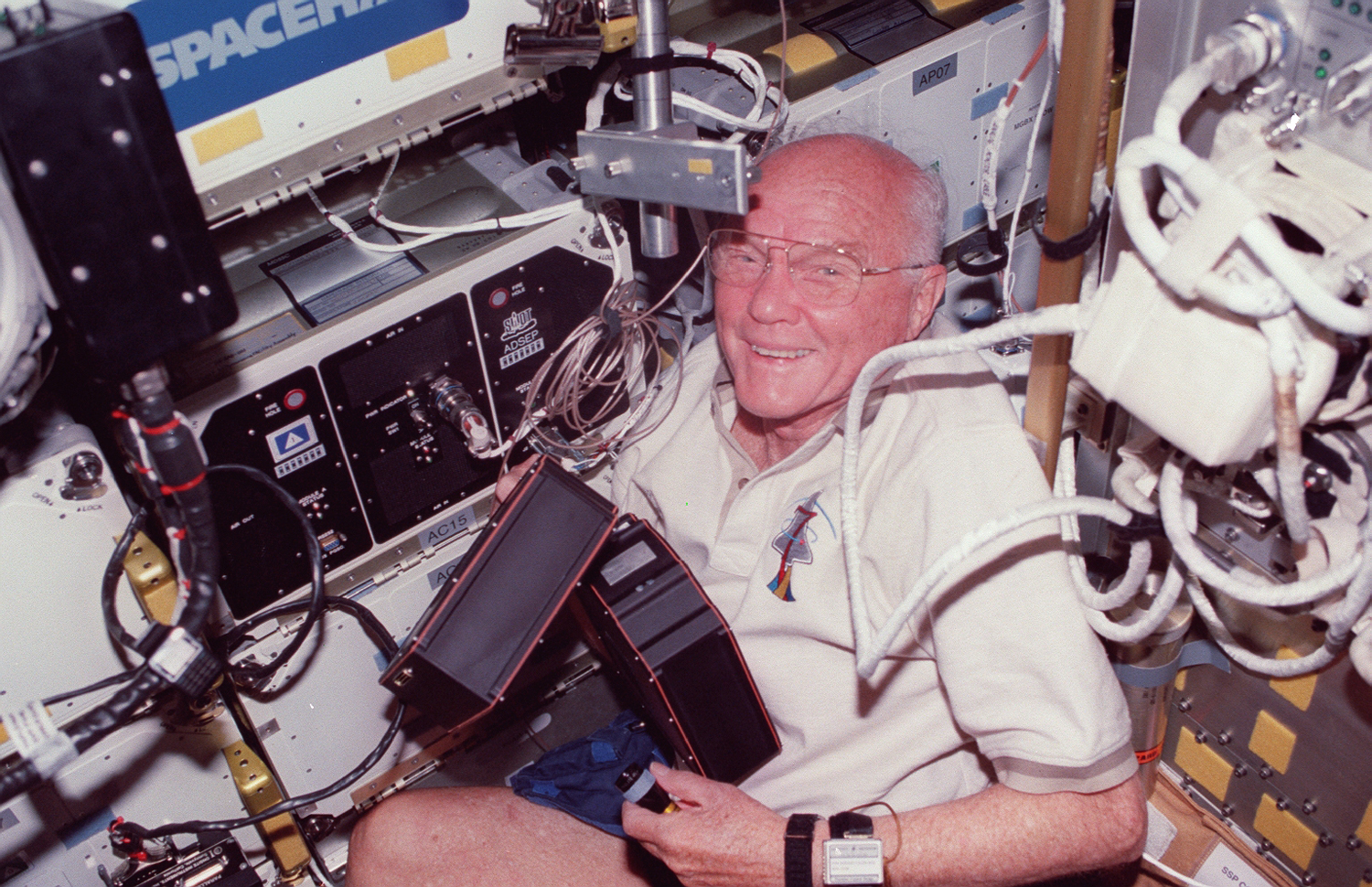
Le sénateur-astronaute John Glenn à bord de la navette spatiale Discovery en 1998.

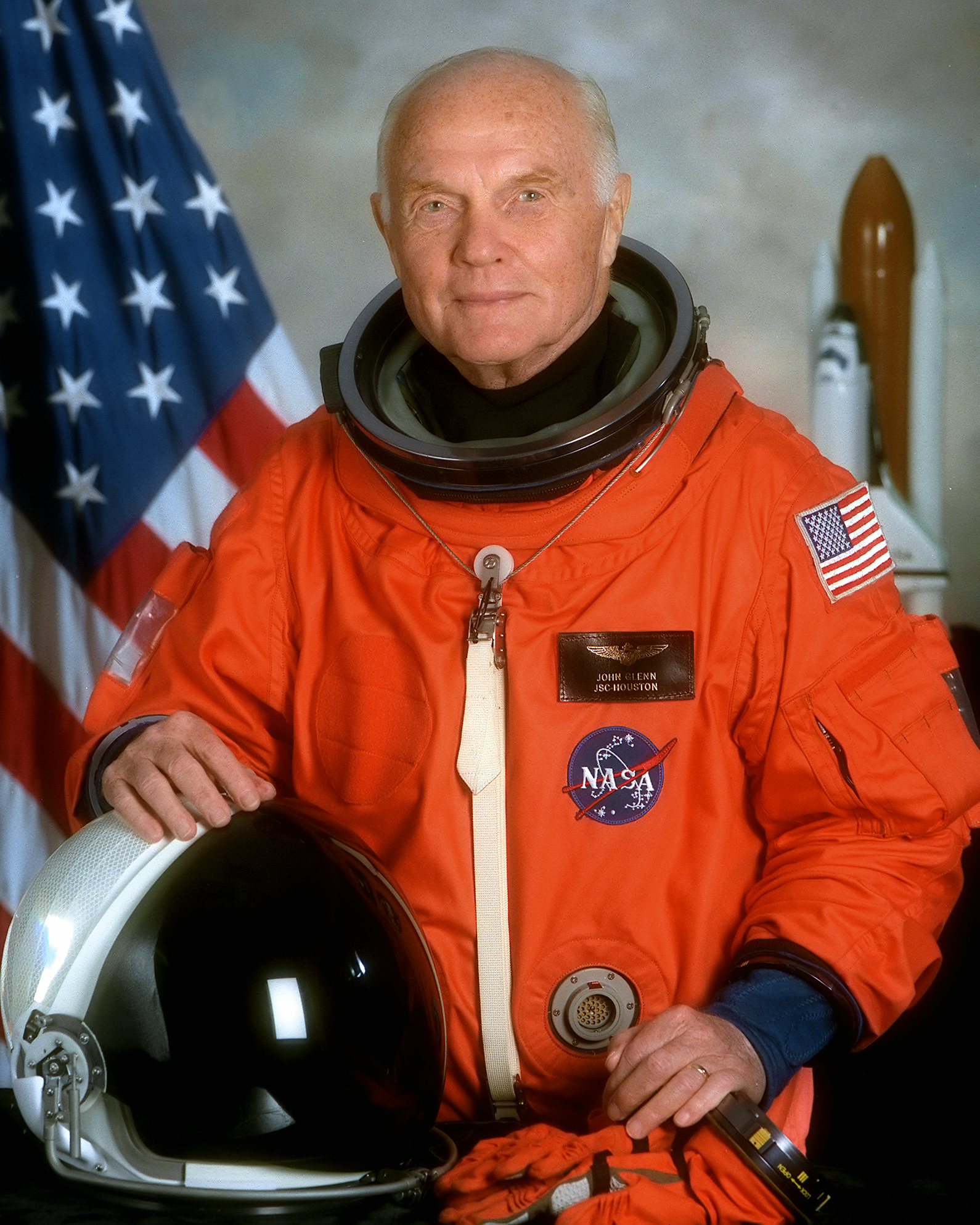
John Glenn avec la combinaison spatiale de la mission STS-95.

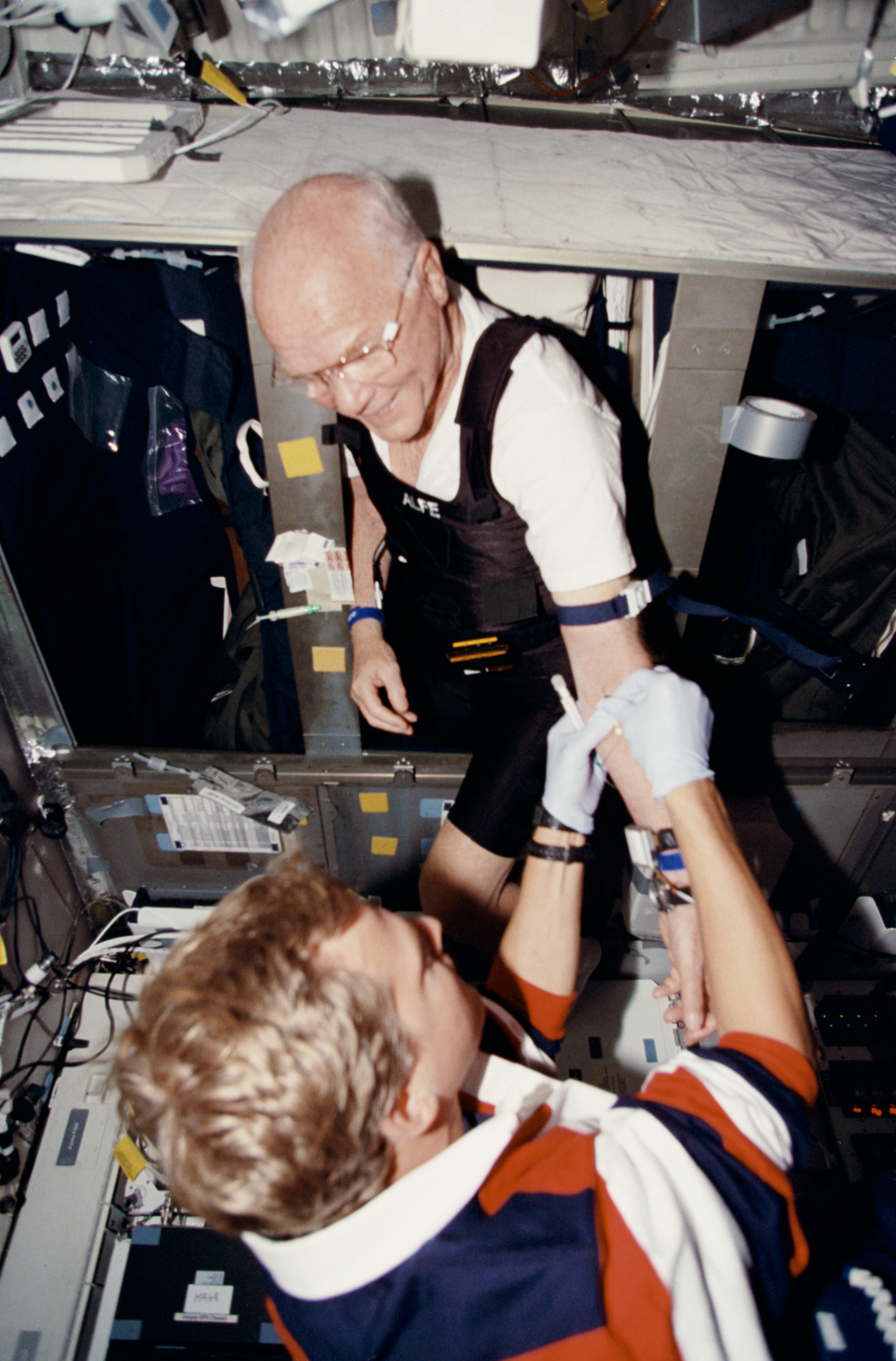
Glenn se fait prélever du sang dans l'espace pour une expérience.

En 1995, Glenn est en train de lire Space Physiology and Medicine, un livre écrit par des médecins de la NASA. Il se rend compte que de nombreux changements de caractéristiques physiques pendant un vol spatial, comme la perte de masse osseuse et musculaire et de plasma sanguin, sont les mêmes que ceux qui se produisent en raison du vieillissement. Il pense que la NASA devrait envoyer une personne âgée en mission à bord d'une navette, et que ce devrait être lui. À partir de 1995, il commence à faire pression sur le directeur de la NASA, Dan Goldin, pour que cette mission ait lieu. Goldin déclare qu'il l'envisagerait s'il y avait une raison scientifique, et si Glenn pouvait passer le même examen physique que les jeunes astronautes. Glenn fait des recherches sur le sujet et réussit l'examen physique. Le 16 janvier 1998, l'administrateur de la NASA annonce que Glenn ferait partie de l'équipage de la mission STS-95, ce qui fait alors de lui, à 77 ans, la personne la plus âgée à voler dans l'espace.
La NASA et l'Institut national du vieillissement (National Institute on Aging - NIA) prévoient d'utiliser Glenn comme sujet de test pour la recherche, avec des mesures biométriques prises avant, pendant et après son vol. Certaines expériences (sur les rythmes circadiens, par exemple) permettent de le comparer aux plus jeunes membres de l'équipage. En plus de ces tests, il est chargé de la photographie et de la vidéographie du vol. Glenn retourne dans l'espace à bord de la navette spatiale le 29 octobre 1998, en tant que spécialiste de la charge utile de la navette Discovery. Peu avant le vol, les chercheurs dispensent Glenn de l'une des deux principales expériences humaines du vol (sur l'effet de la mélatonine) pour des raisons médicales non divulguées ; il participe à des expériences sur la surveillance du sommeil et l'utilisation des protéines,. Le 6 novembre, le président Bill Clinton envoie un courriel de félicitations à Glenn à bord de Discovery. Ce courriel est souvent cité comme le premier envoyé par un président américain en exercice, mais il existe des traces de courriels envoyés par le président Clinton plusieurs années auparavant.
La participation de Glenn à la mission de neuf jours est critiquée par certains membres de la communauté spatiale comme une faveur accordée par Clinton ; John Pike, directeur du projet de politique spatiale de la Federation of American Scientists, déclare : « S'il était une personne normale, il reconnaîtrait qu'il est un grand héros américain et qu'il devrait pouvoir voler gratuitement dans la navette ... Il est trop modeste pour cela, et il doit donc avoir cette raison de recherche médicale. Cela n'a rien à voir avec la médecine »,.
Dans une interview accordée en 2012, Glenn déclare qu'il regrette que la NASA ne poursuive pas ses recherches sur le vieillissement en envoyant d'autres personnes âgées dans l'espace. Après le retour de la mission STS-95 en toute sécurité, son équipage reçoit un défilé ticker-tape. Le 15 octobre 1998, la route 1 de la NASA (la route principale menant au Centre spatial Johnson) est temporairement rebaptisée « John Glenn Parkway » pour plusieurs mois. Glenn reçoit la NASA Space Flight Medal en 1998 pour avoir volé lors de la mission STS-95. En 2001, Glenn s'oppose à l'envoi de Dennis Tito, le premier touriste spatial au monde, à la Station spatiale internationale parce que le voyage de Tito n'a aucun but scientifique.

### Vie privée

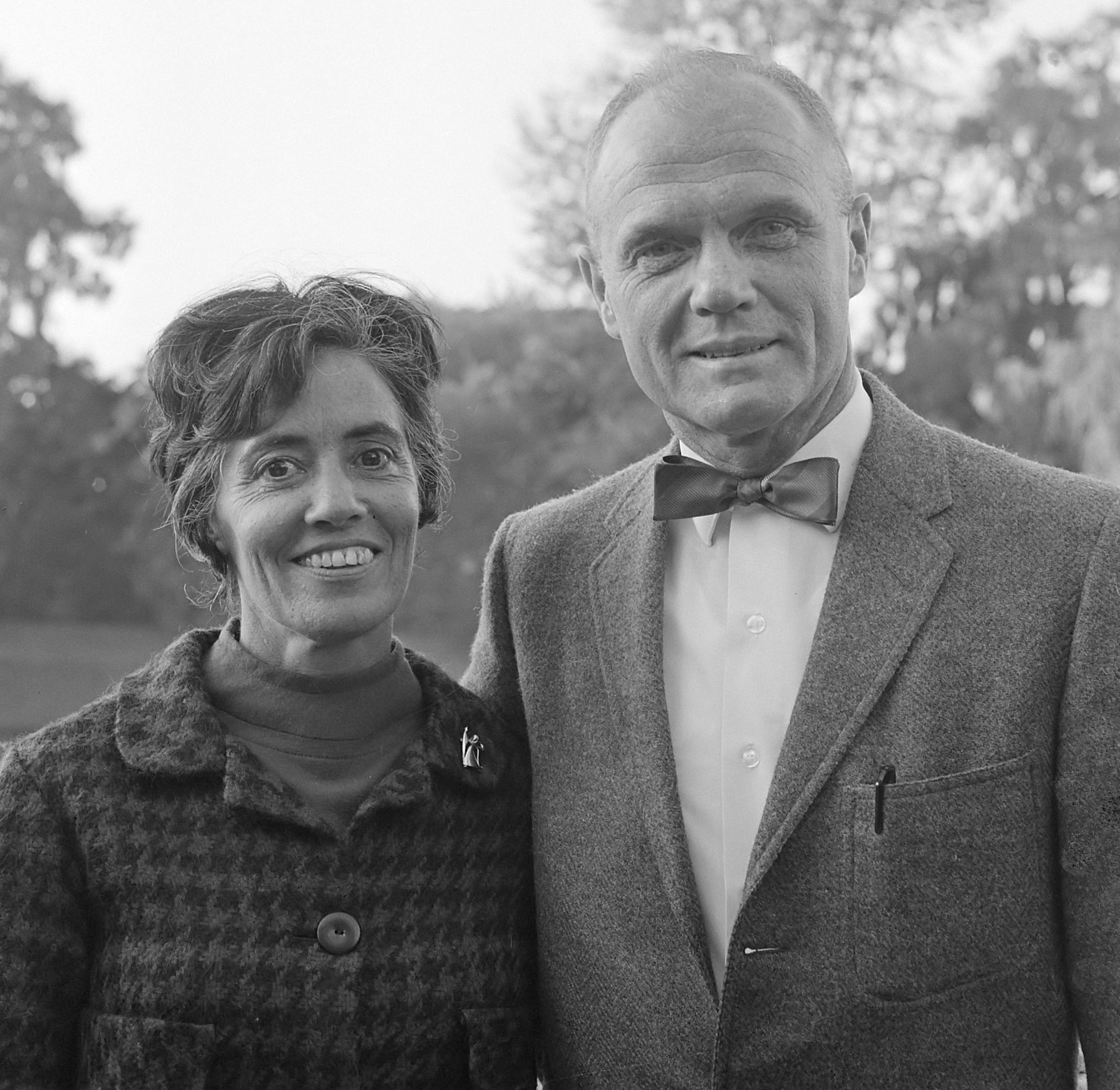
Annie et John Glenn en 1965.

John et Annie Glenn ont deux enfants - John David et Carolyn Ann - et deux petits-enfants, et sont restés mariés pendant 73 ans, jusqu'à sa mort.
Franc-maçon, Glenn est membre de la Concord Lodge No. 688 à New Concord,. Il reçoit tous ses diplômes, en totalité, lors d'une cérémonie maçonnique, du Grand Maître de l'Ohio en 1978, 14 ans après avoir demandé à sa loge de le faire. En 1999, Glenn devient franc-maçon de 33e degré rite écossais dans la vallée de Cincinnati (NMJ). Adulte, il est honoré en tant que membre de la Légion d'honneur de DeMolay par DeMolay International, une organisation maçonnique de jeunes garçons.
Glenn est ordonné ancien de l'Église presbytérienne. Sa pratique religieuse commence avant qu'il ne devienne astronaute, et se renforce après son voyage dans l'espace. « Regarder ce genre de création et ne pas croire en Dieu est pour moi impossible », déclare-t-il après son deuxième (et dernier) voyage dans l'espace. Il ne voit aucune contradiction entre la croyance en Dieu et la connaissance que l'évolution est un fait et pense que l'évolution doit être enseignée dans les écoles : « Je ne pense pas être moins croyant ni moins capable d'apprécier le fait que la science constate simplement que nous changeons avec l'évolution et le temps, et c'est un fait. Cela ne veut pas dire qu'elle est moins étonnante et qu'il ne peut pas y avoir une puissance plus grande qui est derrière tout ce qui se passe ».

#### Apparitions publiques

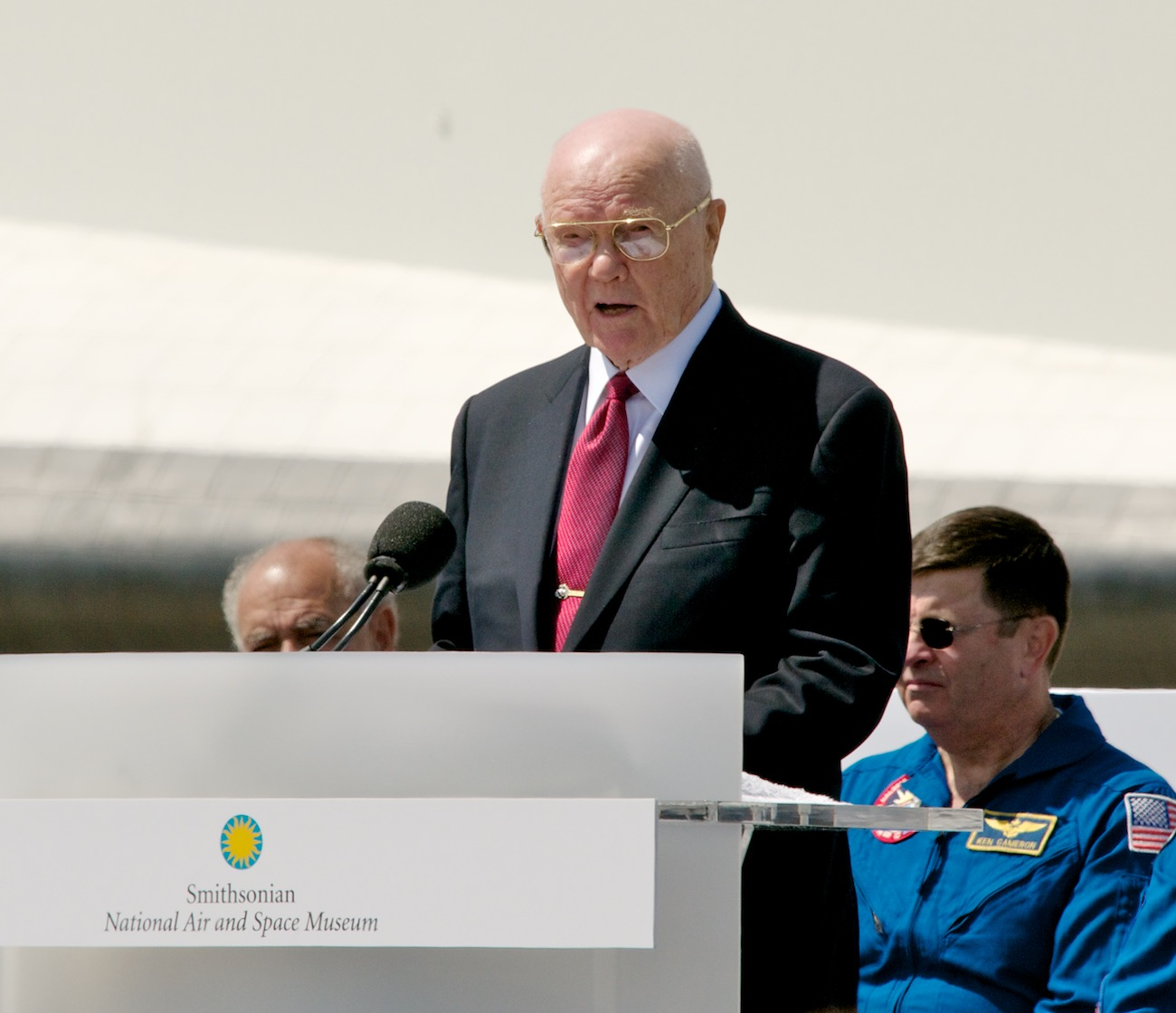
Glenn lors de la cérémonie de transfert de la navette spatiale Discovery à la Smithsonian Institution.

Glenn est membre honoraire de l'Académie internationale d'astronautique et membre de la Société des pilotes d'essai, de la Marine Corps Aviation Association, de l'Ordre des Dédaliens, du conseil d'administration du National Space Club, du conseil d'administration de la National Space Society, de l'Association internationale des Holiday Inns, du Parti démocrate de l'Ohio, du Comité exécutif démocratique de l'État, du Parti démocrate du comté de Franklin (Ohio) et du Club d'action démocratique du 10e district (Ohio). En 2001, il a été invité à jouer son propre rôle dans la série télévisée américaine Frasier.
Le 5 septembre 2009, John et Annie Glenn mettent « le point sur le i » dans le spectacle de la fanfare de l'université d'État de l'Ohio pendant la mi-temps du match de football américain Ohio State-Navy, un honneur qui est normalement réservé aux membres vétérans de la fanfare. Pour commémorer le 50e anniversaire du vol Friendship 7 le 20 février 2012, il a l'occasion inattendue de s'entretenir avec l'équipage orbital de la station spatiale internationale alors qu'il est sur scène avec l'administrateur de la NASA Charlie Bolden à l'université d'État de l'Ohio. Le 19 avril 2012 Glenn participe à la cérémonie de transfert de la navette spatiale Discovery de la NASA à la Smithsonian Institution pour une exposition permanente au Centre Steven F. Udvar-Hazy. Il profite de l'occasion pour critiquer la « malheureuse » décision de mettre fin au programme de la navette spatiale, affirmant que l'immobilisation des navettes retarde les recherches.

#### Maladie et mort
Glenn est en bonne santé pendant la plus grande partie de sa vie. Il conserve sa licence de pilote privé jusqu'en 2011, date à laquelle il a 90 ans. En juin 2014, il subit avec succès une opération de remplacement de la valve cardiaque à la clinique de Cleveland. Début décembre 2016, il est hospitalisé au James Cancer Hospital de l'université d'État de l'Ohio, au centre médical Wexner, à Columbus,,. Selon une source familiale, Glenn est en mauvaise santé et son état est grave ; sa femme, ses enfants et ses petits-enfants sont à l'hôpital.

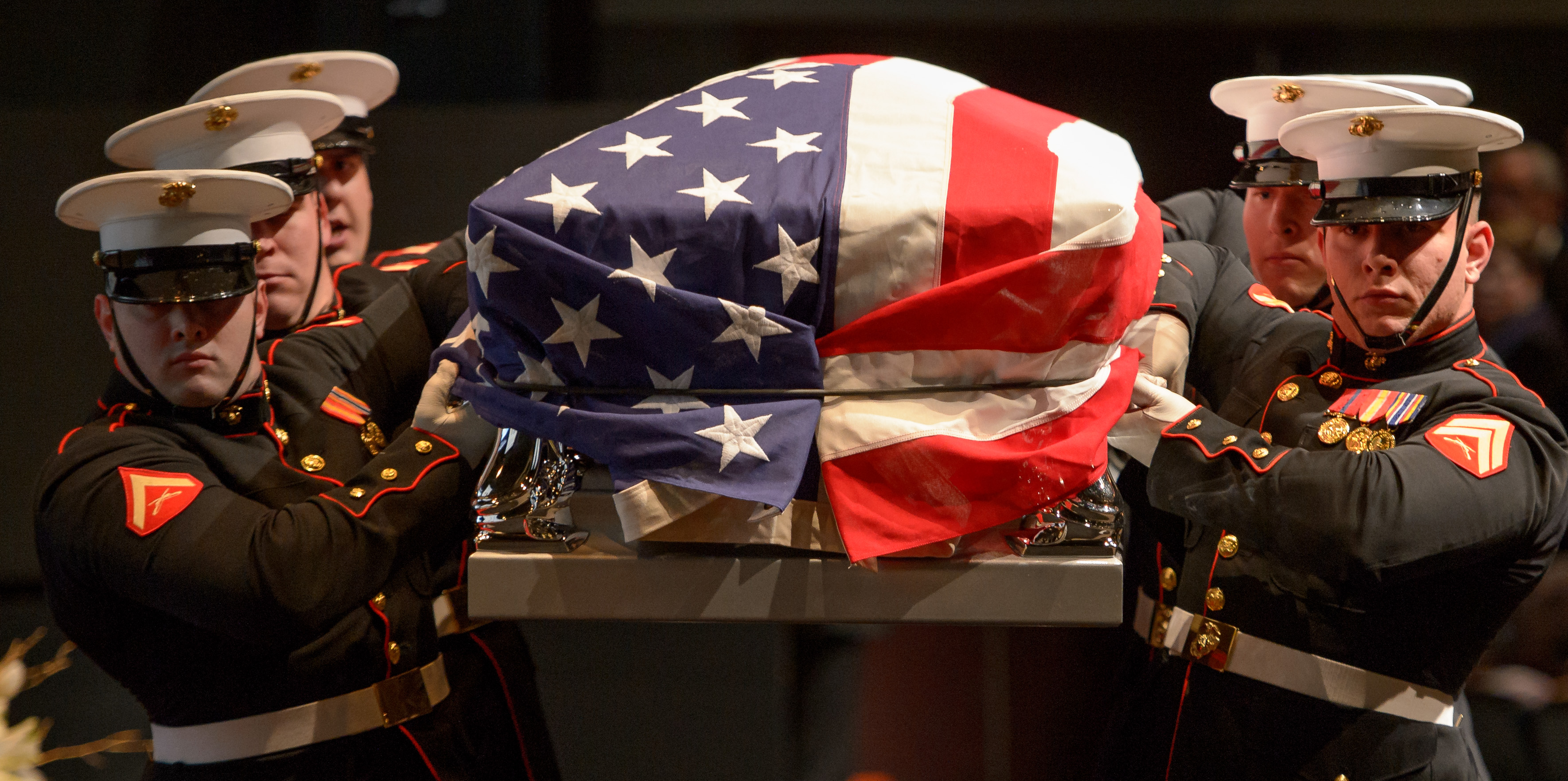
Le cercueil de Glenn porté par des membres du corps des Marines.

Glenn meurt le 8 décembre 2016 au centre médical Wexner ; il a 95 ans,. La cause du décès n'a pas été révélée. Après sa mort, son corps est resté au Capitole de l'État d'Ohio. Un service commémoratif a lieu à l'auditorium Mershon de l'université d'État de l'Ohio. Un autre a lieu au Centre spatial Kennedy, près du bâtiment des Héros et Légendes. Son corps est enterré au cimetière national d'Arlington le 6 avril 2017. Au moment de sa mort, John Glenn est le dernier membre survivant des Mercury Seven.
Le Military Times rapporte que William Zwicharowski, un haut responsable de la morgue de la base aérienne de Dover, a proposé de laisser les inspecteurs en visite voir les restes de Glenn, déclenchant ainsi une enquête officielle,. Zwicharowski a nié qu'on ait manqué de respect aux restes. À la fin de l'enquête, les fonctionnaires déclarent que les inspecteurs n'ont pas accepté l'offre de Zwicharowski, et que les actions de ce dernier étaient inappropriées. Aucune mesure administrative n'est prise, car il avait pris sa retraite.
Le président Barack Obama déclare que John Glenn, « le premier Américain à avoir orbité autour de la Terre, nous a rappelé qu'avec du courage et un esprit de découverte, il n'y a pas de limite aux sommets que nous pouvons atteindre ensemble ». Des hommages sont également rendus par le président élu Donald Trump, et l'ancienne secrétaire d'État Hillary Clinton.
La phrase « Godspeed, John Glenn », que son collègue Scott Carpenter, astronaute de Mercury, utilise pour saluer le lancement de Glenn dans l'espace, devient son hashtag dans les médias sociaux : #GodspeedJohnGlenn. Les anciens et actuels astronautes ajoutent des hommages, tout comme l'administrateur de la NASA et ancien astronaute de la navette Charles Bolden, qui écrit : « L'héritage de John Glenn est un héritage de risque et d'accomplissement, d'histoire créée et de devoir envers le pays, accompli sous une grande pression avec le monde entier qui regarde ». Le président Obama ordonne que les drapeaux soient mis en berne jusqu'à l'enterrement de Glenn. Le 5 avril 2017, le président Donald Trump publie la proclamation présidentielle 9588, intitulée « Honorer la mémoire de John Glenn »,.

## Prix et distinctions
Glenn reçoit la médaille Hubbard de la National Geographic Society en 1962 et le prix John J. Montgomery (en) en 1963. Il reçoit en 2006, avec 37 autres astronautes de la course à l'espace, le prix Ambassador of Space Exploration Award en 2006. Il est également titulaire du prix du général Thomas D. White pour la défense nationale et le prix Princesse des Asturies pour la coopération internationale. En 1964, Glenn reçoit le Golden Plate Award de l'American Academy of Achievement. En 2004, il récolte le prix Woodrow Wilson pour le service public du Woodrow Wilson International Center for Scholars de la Smithsonian Institution, et gagne le prix Theodore Roosevelt de la National Collegiate Athletic Association pour 2008.

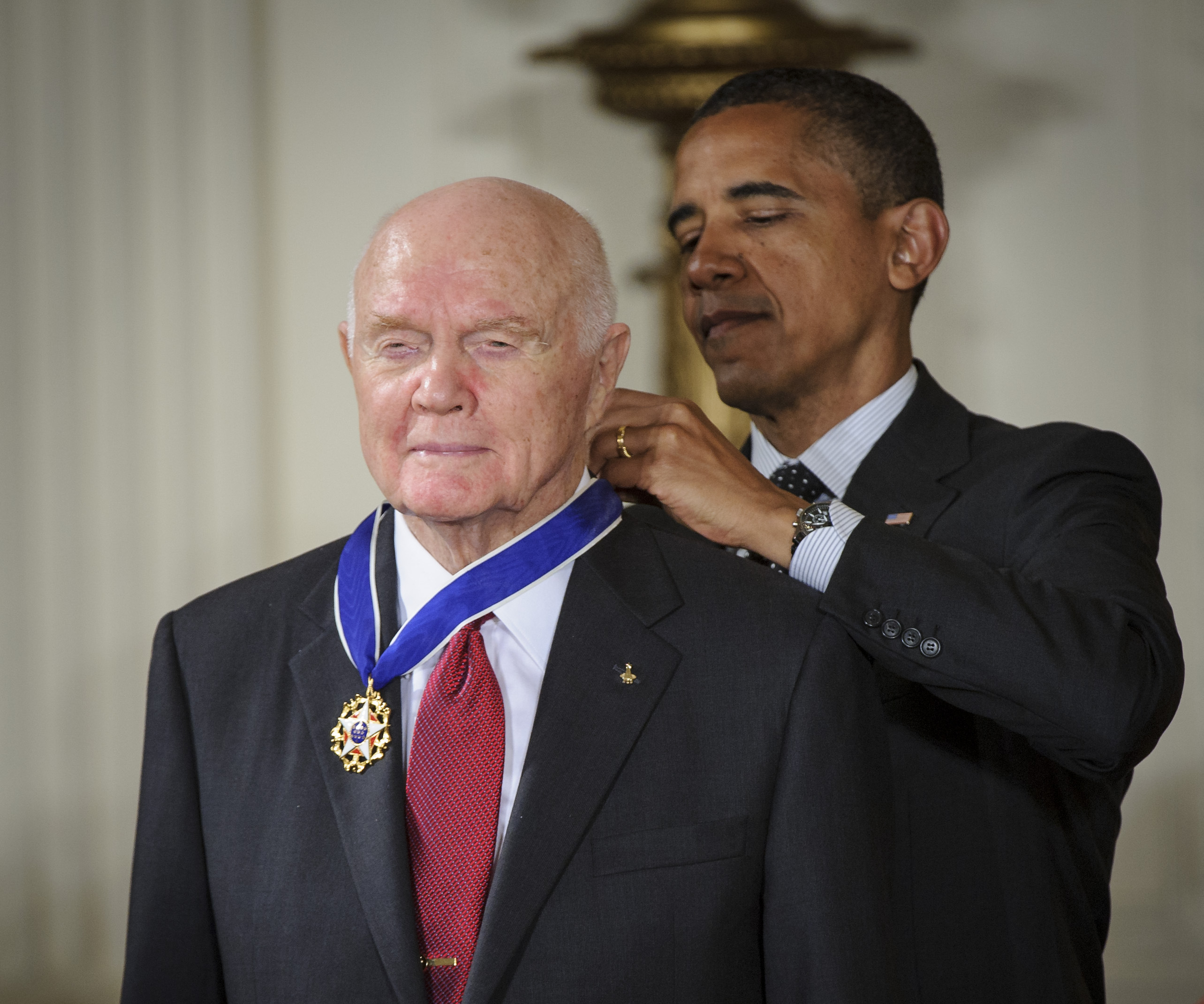
Glenn reçoit la médaille présidentielle de la Liberté des mains de Barack Obama en 2012.

Glenn a les ailes d'astronaute de la marine et la médaille d'astronaute du corps des Marines. Il reçoit la médaille d'or du Congrès en 2011 et fait partie du premier groupe d'astronautes à être honoré par cette distinction. En 2012, le président Barack Obama lui remis la médaille présidentielle de la Liberté. Glenn est le septième astronaute à recevoir cette distinction. La médaille d'or du Congrès et la médaille présidentielle de la Liberté sont considérées comme les deux récompenses les plus prestigieuses qui puissent être décernées à un civil. La Society of Experimental Test Pilots décerne à Glenn la médaille Iven C. Kincheloe en 1963, et il est intronisé au International Air & Space Hall of Fame en 1968, au National Aviation Hall of Fame en 1976, au International Space Hall of Fame en 1977 et au U.S. Astronaut Hall of Fame en 1990,.

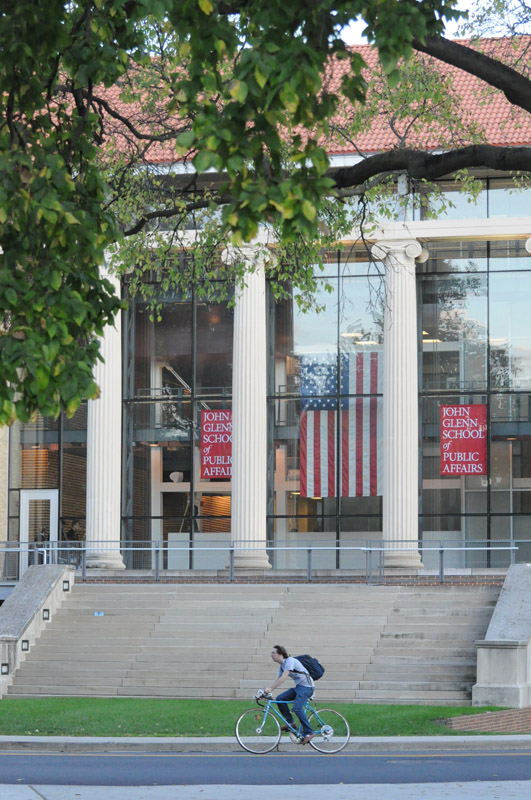
Le John Glenn College of Public Affairs.

En 1961, Glenn reçoit un doctorat honorifique en droit de l'université de Muskingum, qu'il a fréquentée avant de rejoindre l'armée pendant la Seconde Guerre mondiale. Il possède également des doctorats honorifiques de l'université Nihon à Tokyo, du Wagner College à Staten Island, à New York, de l'université Northern de l'Ohio, du Williams College et de l'université Brown. En 1998, il contribue à la fondation du John Glenn Institute for Public Service and Public Policy à l'université d'État de l'Ohio, pour encourager le service public. L'institut fusionne avec la School of Public Policy and Management pour devenir la John Glenn School of Public Affairs. Il occupe un poste de professeur adjoint à l'école. En février 2015, il est annoncé qu'il devient le John Glenn College of Public Affairs en avril.
Le Glenn Research Center de Lewis Field à Cleveland porte son nom, et la Senator John Glenn Highway longe un tronçon de l'I-480 dans l'Ohio en face du Glenn Research Center,. Le colonel Glenn Highway (qui passe devant la base aérienne de Wright-Patterson et l'université d'État Wright près de Dayton), le lycée John Glenn de New Concord, sa ville natale, et l'ancienne école primaire du colonel John Glenn à Seven Hills, Ohio, portent également son nom,. La Colonel Glenn Road à Little Rock, en Arkansas, est nommé en son honneur en 1962. Les lycées de Westland et de Bay City, au Michigan, de Walkerton, en Indiana et de Norwalk, en Californie, portent le nom de Glenn. En juin 2016, l'aéroport de Port Columbus, en Ohio,est rebaptisé Aéroport international John Glenn Columbus. Glenn et sa famille assistent à la cérémonie, au cours de laquelle il raconte comment sa visite à l'aéroport dans son enfance a éveillé son intérêt pour l'aviation. Le 12 septembre 2016, Blue Origin annonce le lancement de la fusée New Glenn. En son honneur, la société Orbital ATK baptise « S.S. John Glenn » la capsule spatiale Cygnus utilisée dans le cadre de la mission CRS OA-7 de la NASA vers la station spatiale internationale. La mission décolle avec succès le 16 avril 2017.
|                         |             |                           |  |
|                         |             |                           |  |
|                         |             |                           |  |
|                         |             |                           |  |
| Bronze oak leaf cluster |             |                           |  |
|                         | Bronze star |                           |  |
|                         | Bronze star | Bronze star · Bronze star |  |
|                         |             |                           |  |

| Naval Aviator Astronaut Insignia                                                      |                                                |                                                    |
| Distinguished Flying Cross avec trois étoiles d'or et une feuille de chêne en bronze. |                                                |                                                    |
| Air Medal avec une étoile d'argent et deux d'or et deux feuilles de chêne en argent   | Navy Presidential Unit Citation                | Navy Unit Commendation                             |
| Médaille présidentielle de la Liberté                                                 | Congressional Space Medal of Honor             | NASA Distinguished Service Medal                   |
| NASA Space Flight Medal avec une feuille de chêne                                     | Marine Corps Expeditionary Medal               | China Service Medal                                |
| American Campaign Medal                                                               | Asiatic-Pacific Campaign Medal avec une étoile | World War II Victory Medal                         |
| Navy Occupation Service Medal avec broche « ASIE »                                    | National Defense Service Medal avec une étoile | Korean Service Medal avec deux étoiles de campagne |
| Presidential Unit Citation (Korea)                                                    | United Nations Korea Medal                     | Korean War Service Medal                           |

## Dans la culture populaire
La vie publique et l'héritage de Glenn commencent lorsqu'il participe à son premier défilé ticker-tape pour avoir battu le record de vitesse transcontinental. En tant que sénateur, il utilise son expérience militaire pour rédiger des lois visant à réduire la prolifération nucléaire. Il s'est également concentré sur la réduction des déchets gouvernementaux,,. Buzz Aldrin écrit que le vol Friendship 7 de Glenn, « ... a aidé à galvaniser la volonté et la résolution du pays à surmonter les défis techniques importants des vols spatiaux habités ».
Le président Barack Obama déclare : « Avec le décès de John, notre nation a perdu une icône et Michelle et moi avons perdu un ami. John a passé sa vie à briser les barrières, qu'il s'agisse de défendre notre liberté en tant que pilote de chasse décoré du corps des Marines pendant la Seconde Guerre mondiale et la Corée, d'établir un record de vitesse transcontinental ou de devenir, à 77 ans, le plus vieil humain à avoir touché les étoiles ».
Perth, en Australie occidentale, est connue dans le monde entier comme la « ville de la lumière », lorsque les habitants allument les lumières de leurs maisons, leurs voitures et les lampadaires alors que Glenn passe au-dessus d'eux. La ville répète l'acte lorsque Glenn monte à bord de la navette spatiale en 1998,.
Dans le film L'Étoffe des héros de Philip Kaufman (1983), qui retrace l'épopée des pilotes d'essais américains d'après-guerre, il est interprété par Ed Harris, et non pas par son homonyme de patronyme Scott Glenn, qui joue également un autre héros de ce film. Dans Les Figures de l'ombre de Theodore Melfi (2017), qui retrace l'histoire d'une équipe de mathématiciennes afro-américaines au sein de la NASA, il est interprété par Glen Powell et dans le film biographique First Man : Le Premier Homme sur la Lune de Damien Chazelle (2018), il est interprété par John David Whalen. Il est interprété par Matt Battaglia dans la première saison de la série télévisée For All Mankind.